# Rovine di Champlieu
Le rovine gallo-romane di Champlieu si trovano nel territorio del comune di Orrouy, nel dipartimento dell'Oise e nella regione Hauts-de-France, in Francia, a circa 15 km a sud di Compiègne. Sono state classificate come monumento storico dalla lista del 1846 e sono di proprietà del Consiglio Generale dell'Oise dal 2007. Il sito è attraversato da uno dei Chaussées Brunehaut.

## Posizione
Il sito archeologico di Champlieu si trova non nella Valle dell'Automne, ma sull'altopiano a 2 km a nord del paese, in aperta campagna, ad un'altitudine di oltre 130 metri sul livello del mare. Si trovano a 13 km a sud di Compiègne, 7 km a nord di Crépy-en-Valois e 22,2 km a nord-est di Senlis..
Il nome è preso in prestito da una frazione, situata a 700 metri a sud-ovest; un po' più vicino si trova anche il rudere della cappella romanica del priorato di Champlieu, risalente all'XI secolo e classificata anche come monumento storico. Il margine della foresta di Compiègne si trova a circa 300 metri a nord-est delle rovine gallo-romane.

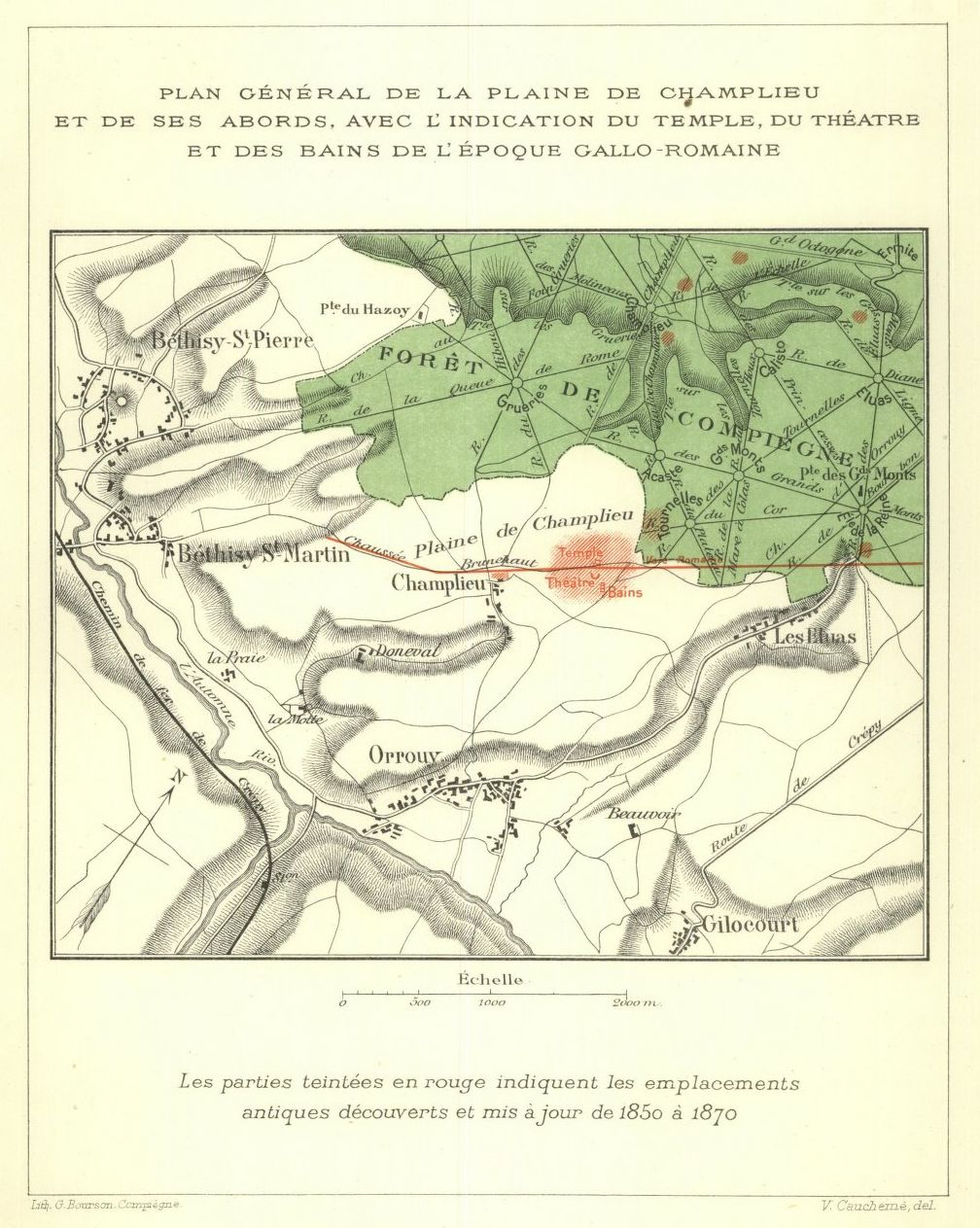
Pianta del sito.

Le rovine riguardano tre edifici molto distinti, ma molto vicini tra loro:
- un edificio per spettacoli
- terme
- un santuario
- la chaussée Brunehaut da Senlis a Soissons, di antica ma indatabile origine,[5] passa tra il tempio a nord e le arene a sud; le terme si trovano ancora più a sud.

Il terreno di proprietà del dipartimento è abbastanza grande da lasciare spazio ad alcuni alberi intorno alle rovine. Una buona protezione richiederebbe l'acquisizione di parte del terreno agricolo circostante, e sarebbe inoltre indispensabile ampliare il perimetro degli scavi. Infatti, le fondamenta delle case della città gallo-romana sono sepolte sotto i campi e sotto gli appezzamenti più vicini alla foresta.

## Storia delle scoperte archeologiche

### Ancien Régime
Il sito a lungo noto come Les Tournelles è famoso per le sue antiche rovine sin dall'antichità, almeno dalla fine del XVI secolo, come testimoniano, ad esempio la Histoire de la maison royale de Valois di Nicolas Bergeron, pubblicata nel 1583 e altri resoconti dello stesso periodo. Gli autori riportano le loro scoperte, non danno descrizioni precise e non si rendono conto del carattere e della finalità degli edifici di cui contemplano i resti. Il più delle volte evocano un edificio considerevole o un'abitazione in rovina, ma i più informati fanno già il collegamento con l'antica Roma e riconoscono le arene. Padre Claude Carlier, storico di Valois del XVIII secolo, fu il primo a intraprendere ricerche archeologiche sommarie, e nel 1748 portò alla luce alcuni capitelli romani. Nella sua Histoire du duché de Valois, dedicò cinque pagine a Champlieu e si lamentava che dalla metà del regno di Luigi XIV molti detriti sarebbero stati demoliti e rimossi e tre quarti del sito sarebbero stati ripuliti per restituire il terreno all'agricoltura. In questo caso i ruderi delle abitazioni rimasero ancora sepolti sotto la vegetazione fino al 1680 circa, per poi essere ridotti a resti archeologici.

### XIX secolo
Circa ottant'anni dopo l'abate Carlier, tra il 1820 e il 1826, il signor Georgette du Buisson, un ex dipendente dell'amministrazione forestale, intraprese scavi superficiali su base privata. Dal tumulo ricoperto di fitta torba a nord della strada rialzata Brunehaut (in realtà il tempio), portò alla luce molti oggetti eloquenti, come capitelli dorici, alberi scanalati, macine in arenaria, una tomba ornata con coperchio di foglie scolpite, contenente piccoli lacrimatoi e medaglioni in bronzo di Diocleziano. Nei dintorni scoprì armature di ferro e ceramiche di argilla rossa di grande finezza. Le arene sembravano attirare meno la curiosità, perché la loro forma a ferro di cavallo appariva chiaramente e indicava la destinazione dell'edificio agli studiosi della prima metà del XIX secolo. Senza molta conoscenza del luogo, il sito archeologico è classificato come monumento storico dall'elenco del 1846. Fu probabilmente il visconte Louis-Étienne Héricart de Thury ad attirare l'attenzione sul sito, dopo aver individuato un grande accampamento militare romano nelle vicinanze e i suoi confini. Questo luogo era conosciuto come il champ des ouies. Nuovi scavi furono intrapresi nel mese di marzo 1850 per iniziativa del proprietario terriero Edmond de Seroux, che voleva così dare lavoro ai poveri operai della frazione di Champlieu e convertire ad uso agricolo una terra per lui inutilizzabile. Ancora una volta vennero portati alla luce interessanti oggetti, tra cui un gran numero di bassorilievi, capitelli e fusti di colonne. Il barone de Seroux informò lo Stato delle sue scoperte. Nel mese successivo venne organizzata la prima seria campagna di scavi che si concentrò ancora una volta sul tempio. Si trassero le prime conclusioni sulla sua struttura, e sembra che le pietre calcaree dure provenissero dalle cave di Senlis.
Le pubblicazioni di Caillette de l'Hervilliers nella rivista archeologica fecero conoscere meglio il sito e il suo valore archeologico e lo Stato effettuò espropri tra il 1857 e il 1859 per consentirne l'esplorazione completa. Il Ministero di Stato e l'imperatore Napoleone III ordinarono scavi più approfonditi che chiesero di eseguire alla Commissione dei monumenti storici. Quest'ultima affidò la gestione a Eugène Viollet-le-Duc, che nel contempo si occupava del sito di ricostruzione del vicino Château de Pierrefonds. Il tempio e il "ferro di cavallo" del teatro vennero completamente sgomberati. Vennero elaborate piante abbastanza fedeli, ma non vennero mai pubblicate. Le terme rimasero ancora nascoste e non furono identificate come tali. Viollet-le-Duc fece risalire il teatro al III secolo e supponeva che fosse stato distrutto due secoli dopo, ma sviluppò anche l'ipotesi di un successivo restauro da parte dei Merovingi, sotto il re Chilpéric. Nonostante l'autorità che Viollet-le-Duc aveva sulla ricerca archeologica nel campo dell'architettura, ne seguì un acceso dibattito tra gli studiosi, e Achille Péigné-Delacourt in particolare difese l'idea di un monumento prettamente romano. Tra il 1858 e il 1860 fece stampare, in successione, tre opuscoli per esporre i suoi punti di vista, ma i risultati completi degli scavi furono pubblicati solo cinquant'anni dopo. Nel 1862 Albert de Roucy esplorò il piccolo sacello vicino al bivio di Tournelles nella foresta di Compiègne, e le terme furono finalmente bonificate e scavate sotto la sua direzione fino al 1868, anche questa volta senza pubblicazione dei risultati.

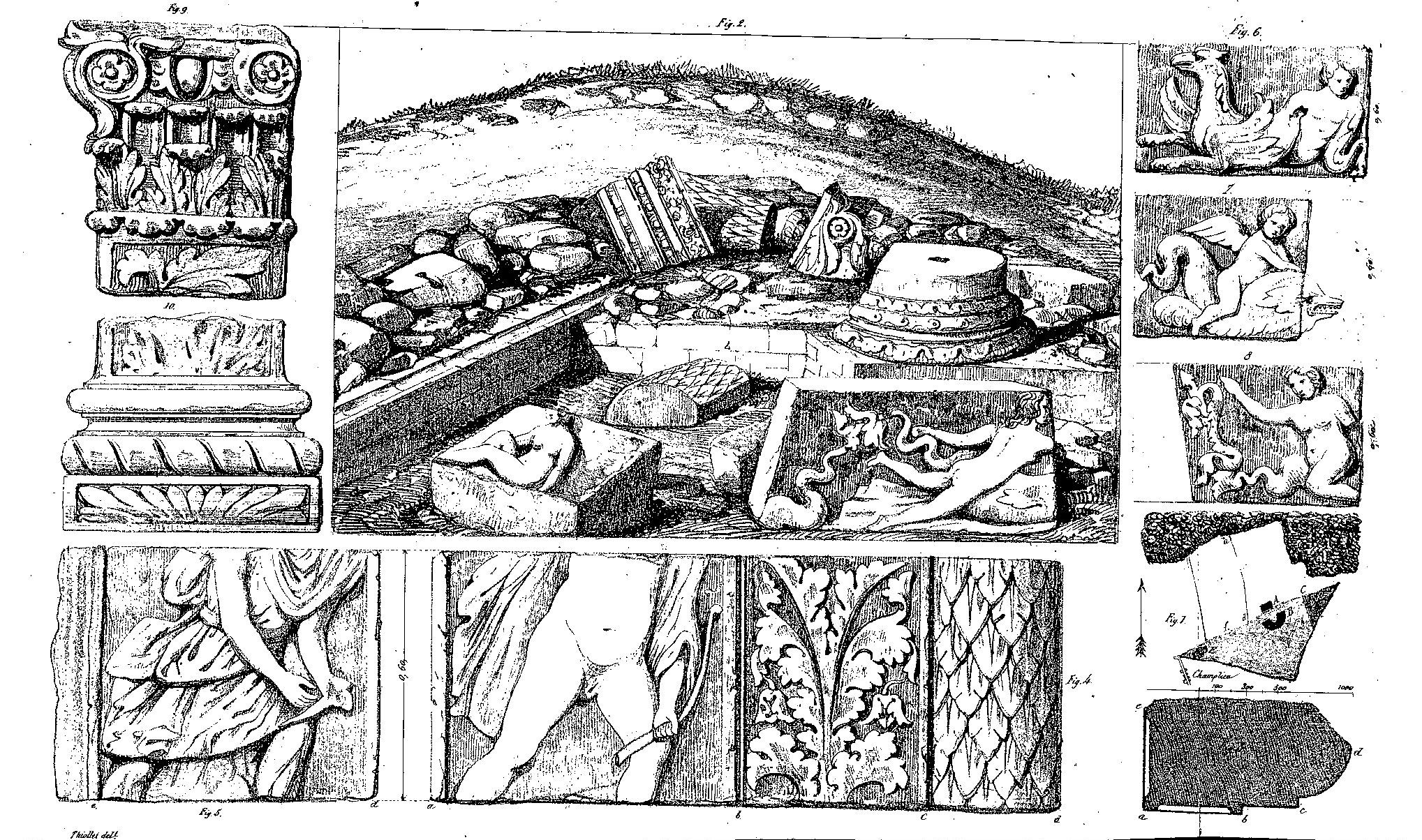
Schizzo degli scavi del tempio effettuati sotto la direzione del barone Edmond de Seroux nel marzo 1850, da M. Thiollet.
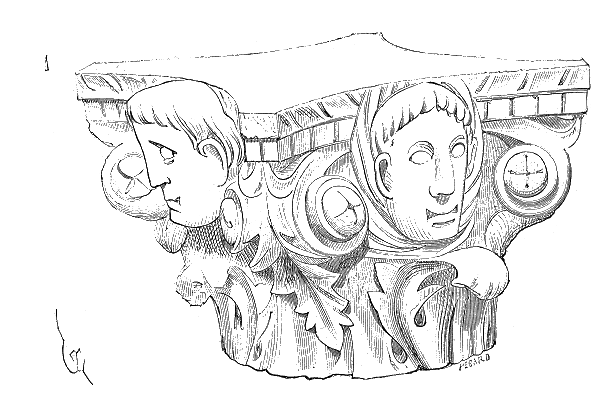
Capitello del portico di chiusura del tempio di Champlieu, Viollet-le-Duc, Dictionnaire raisonné de l'architecture.

### XX secolo
Nel 1912, l'ex ispettore in pensione del castello di Compiègne, Victor Cauchemé, pubblicò il quarto volume di una serie di quattro opuscoli dedicati alle scoperte archeologiche nella foresta di Compiègne, pubblicati dalla Société historique de Compiègne. Questo quarto volume è in gran parte dedicato a Champlieu e Les Tournelles, e contiene un gran numero di illustrazioni di qualità, che riproducono gli oggetti più rappresentativi tra i reperti degli scavi. È nel complesso la pubblicazione più esaustiva su Champlieu, fatta eccezione per le sculture, trattate da E. Esperandieu nel volume V della sua Recueil général des bas-reliefs, statues et bustes de la Gaule romaine pubblicata nel 1913. Seguirono poi pubblicazioni ampiamente distanziate di autori diversi, che trattarono aspetti particolari o ripeterono in parte lavori precedenti. Fino al 1977 non verranno più effettuate grandi scoperte archeologiche, né vi sarà alcuna campagna di scavo all'interno del perimetro del tempio, del teatro e delle terme. L'unica eccezione, uno scavo per trincee successive della palestra del teatro effettuato dall'architetto H. Bernard nel 1920, non diede il minimo risultato tangibile. Nei dintorni si fecero invece piccole scoperte, relative ad esempio a quattro pietre miliari.
Infine, dal 1977 al 1981, è stata finalmente attuata una grande campagna di scavo secondo le regole dell'archeologia moderna grazie alla partecipazione di numerosi archeologi, tutti volontari. Le motivazioni sono molteplici: le esplorazioni del XIX secolo si limitavano all'osservazione delle strutture e all'analisi degli immobili, e molti altri santuari gallo-romani erano stati appena esaminati nella regione, che dava tutto il suo interesse ad un'analisi complessiva; tuttavia, le incongruenze nelle vecchie osservazioni lo impedivano. Colpiscono particolarmente per quanto riguarda il tempio, le cui strutture erano state mal interpretate, determinando dimensioni atipiche dei diversi elementi. Gli scavi del 1977-1981 si limitarono quindi al tempio, e nel teatro e nelle terme vennero effettuati semplici sondaggi stratigrafici, che non posero particolari enigmi. La gestione fu inizialmente fornita da Jean-Louis Cadoux, direttore delle antichità storiche della Piccardia, e venne poi affidata a Georges-Pierre Woimant, curatore dipartimentale del patrimonio archeologico. Marc Durand partecipò come consulente scientifico. Si scoprì più tardi che il tempio del II secolo era già il terzo santuario nella stessa località, succeduto a un primo tempio romano più piccolo, avendo a sua volta sostituito un tempio preromano costruito con l'ausilio di pali di legno, e indicato da oggetti rituali in uso in epoca preromana.
La custodia del sito, finanziata dal Fondo nazionale per i monumenti storici, venne abbandonata nel 1981. Con la commercializzazione dei metal detector, Champlieu divenne uno dei siti archeologici più saccheggiati in Francia. L'unico rimedio che venne trovato fu la sorveglianza attiva da parte della Gendarmeria Nazionale dalla metà degli anni 1980.

## Interpretazione delle scoperte

### Un accampamento militare romano
Nel XIX secolo, la datazione di Champlieu al III e poi al II secolo non si basava ancora su analisi veramente scientifiche, ma più sull'impressione che i resti davano agli studiosi che cercavano di trarre conclusioni provvisorie dai rari elementi tangibili a loro disposizione all'epoca.
L'interpretazione era al tempo stesso influenzata dalla toponomastica dei luoghi, incoraggiando a fare il collegamento con un campo militare (champ dedotto da camp), interpretazione che risaliva inoltre all'abate Carlier e da allora copiata. Per quanto riguardava le torri suggerite dal nome della località Les Tournelles, la base di verità dietro una tradizione orale locale che evoca l'esistenza di cinque torri attorno a questo campo, riportata da Carlier, era abbastanza presto messa in dubbio. Lo stesso Carlier, mentre studiava vecchie carte, si imbatté in un Robert des Tournelles che possedeva un feudo a Bonneuil-en-Valois (una città vicina ad Orrouy) nel 1218. Il tempio venne identificato come tale solo sulla base del podio circondato da un corso circondato da una grondaia, e preceduto da una scalinata ad est. I tre edifici compresi nel sito vennero ritenuti dello stesso periodo storico perché collegati da mura di cinta.

### Un vicus
Se i numerosi resti archeologici intorno al sito non lasciavano dubbi sull'esistenza di un piccolo agglomerato, non si sapeva ancora nulla di questo vicus, che tale sembrava essere, secondo le fotografie aeree scattate dal Servizio regionale dell'archeologia (SRA) Picardie che consentivano di vedere almeno una strada parallela alla Chaussée Brunehaut, che fungeva da arteria trasversale. Dato che l'antica strada attraversava il sito in linea retta, era ovviamente anteriore, e la sua presenza fu uno dei fattori che motivarono l'insediamento del vicus in questi luoghi. Ma quando il sentiero fu trasformato in strada romana, che normalmente avrebbe richiesto un percorso più diretto e agevole più a sud oltre la Valle de l'Automne, il passaggio per Champlieu fu mantenuto per la relativa importanza dell'agglomerato. Le antiche abitazioni non vennero scavate, ad eccezione di alcuni scavi selvaggi non documentati e del ritrovamento di alcune mura del I secolo durante gli scavi intorno alla cappella romanica di Champlieu effettuati nel 1978 da Marc Durand. Il suo sito è invece eccentrico rispetto al vicus gallo-romano.
Il suo nome non è noto e la sua importanza sembra limitata, il che ha portato a considerare il tempio con le terme e il teatro come un santuario rurale qualificato come "conciliabulum". Questo termine, con la sua connotazione abituale di santuario isolato costruito dal nulla, non si addice proprio a Champlieu, anche se sarebbe esagerato parlare di città.Fu abitato dai Suessioni di cui era l'habitat più occidentale.

### Un santuario rurale

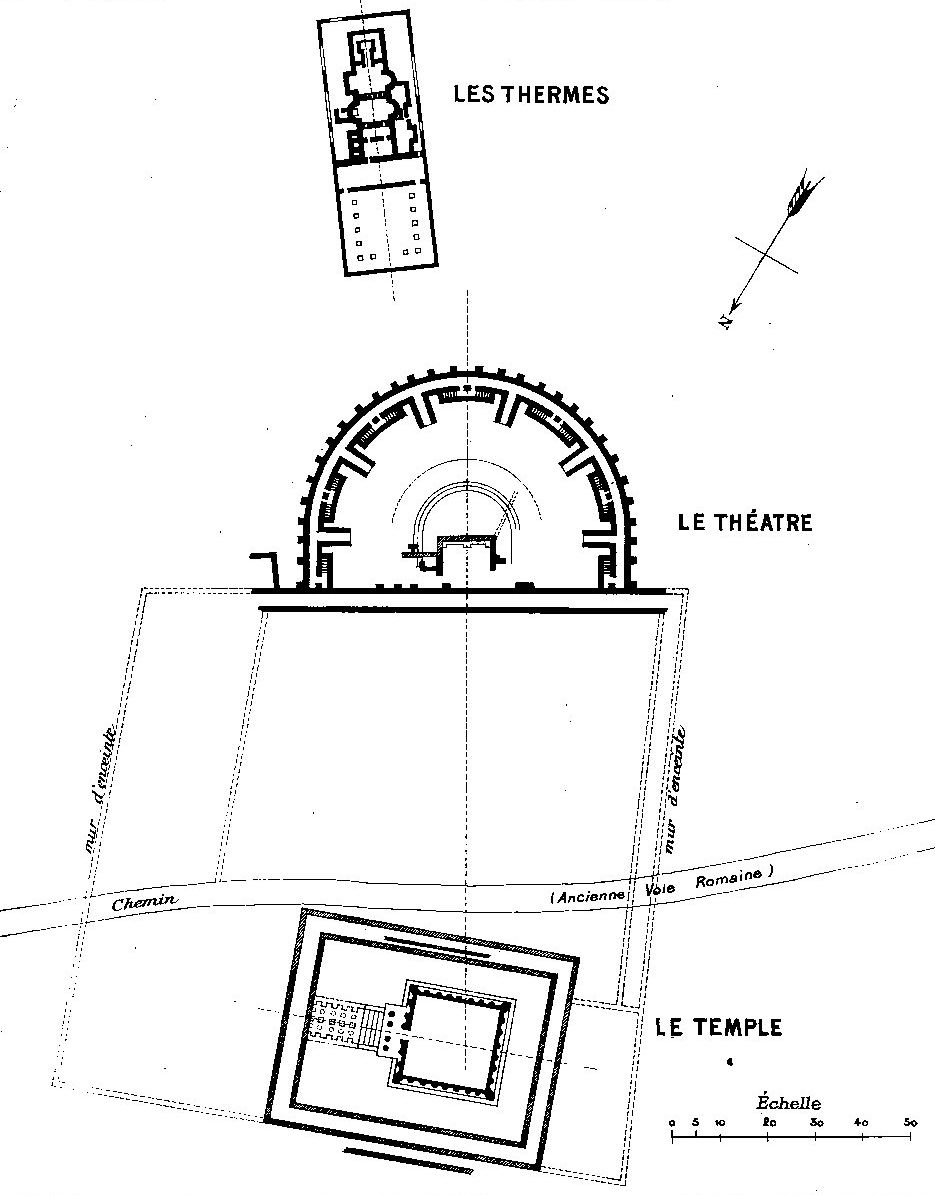
Pianta complessiva dei tre monumenti gallo-romani di Champlieu.

Il primo tempio identificato sul sito, i cui resti sono visibili a nord della strada Brunehaut, risale chiaramente all'ultimo Tène III, poco prima della conquista della Gallia da parte dei romani. Gli altri due edifici non possono essere datati con la stessa affidabilità: non sono mai stati scavati secondo i precetti dell'archeologia moderna, e, d'altra parte, il rilascio di strutture costruite nel XIX secolo riduce le possibilità di un'analisi stratigrafica. Soprattutto il teatro è stato molto restaurato all'inizio del XX secolo, quando vi si davano spettacoli di commedie antiche. Il palcoscenico e i gradoni inferiori erano ancora in buono stato di conservazione nel XIX secolo, ma il loro legame con la cavea non è stato esaminato e il backstage è stato trascurato. L'ipotesi che più teatri si fossero succeduti, come nel caso dei templi, resta oggi difficile da dimostrare..
In sintesi, Champlieu è un luogo di civiltà risalente all'ultima La Tène, probabilmente un vicus o un oppidum arroccato, ma aperto. I primi edifici furono costruiti con materiali leggeri. Dopo la conquista della Gallia, il luogo fu nuovamente abitato dal periodo augusteo, cioè verso la fine del I secolo a.C. o all'inizio del I secolo. I resti degli scavi permettono di concludere un'importante attività agricola e artigianale, spiegabile con una presenza militare, che confermerebbe l'ipotesi del vicino accampamento romano. È supportato anche dal ritrovamento di fornaci per vasai itineranti e di un fossato. Anche il commercio giocò un ruolo considerevole, essendo Champlieu situata ai confini delle aree residenziali di diverse tribù. Il primo edificio religioso di tipo romano-celtico fu edificato al più tardi prima dell'inizio del regno di Claudio, nel punto più alto dell'altopiano. Il vero sviluppo del sito iniziò nel II secolo, con la ricostruzione del tempio e la costruzione di un teatro e delle terme. Tali interventi urbanistici portarono ad una ristrutturazione dell'agglomerato: il teatro sostituì un quartiere residenziale fatto di materiali leggeri, e le terme un ex quartiere artigianale. Le foto aeree mostrano uno schizzo di una griglia, ma l'habitat sembra svilupparsi principalmente in forma dispersa. Rimane impossibile stabilire se Champlieu fosse un conciliabulum, generalmente imposto dal potere centrale nell'ambito delle regioni mediterranee e partendo dal nulla, o un foro risultante dallo sviluppo dell'agglomerato per le sue stesse dinamiche.

## Descrizione

### Gli edifici di culto

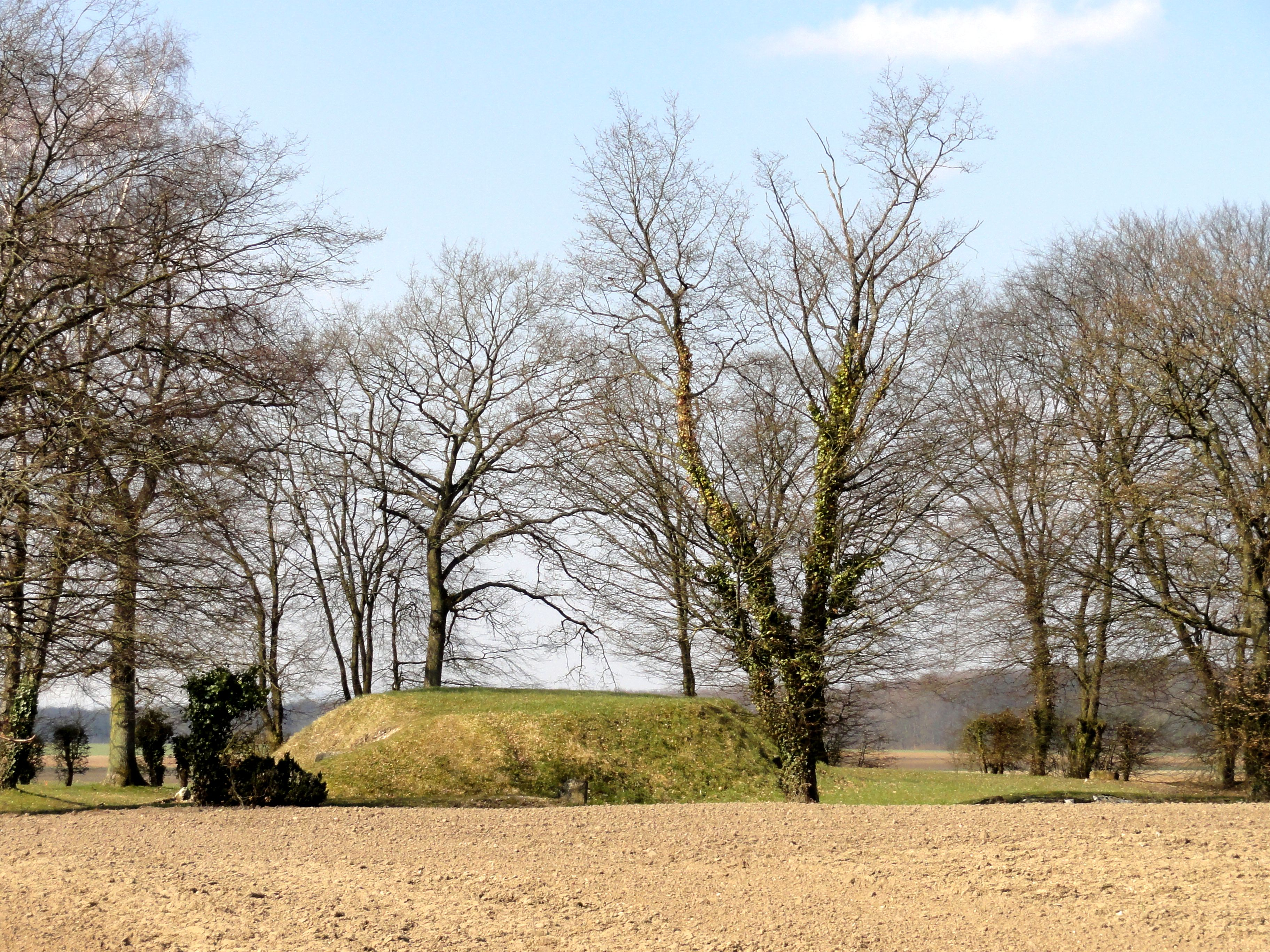
Vista da est.

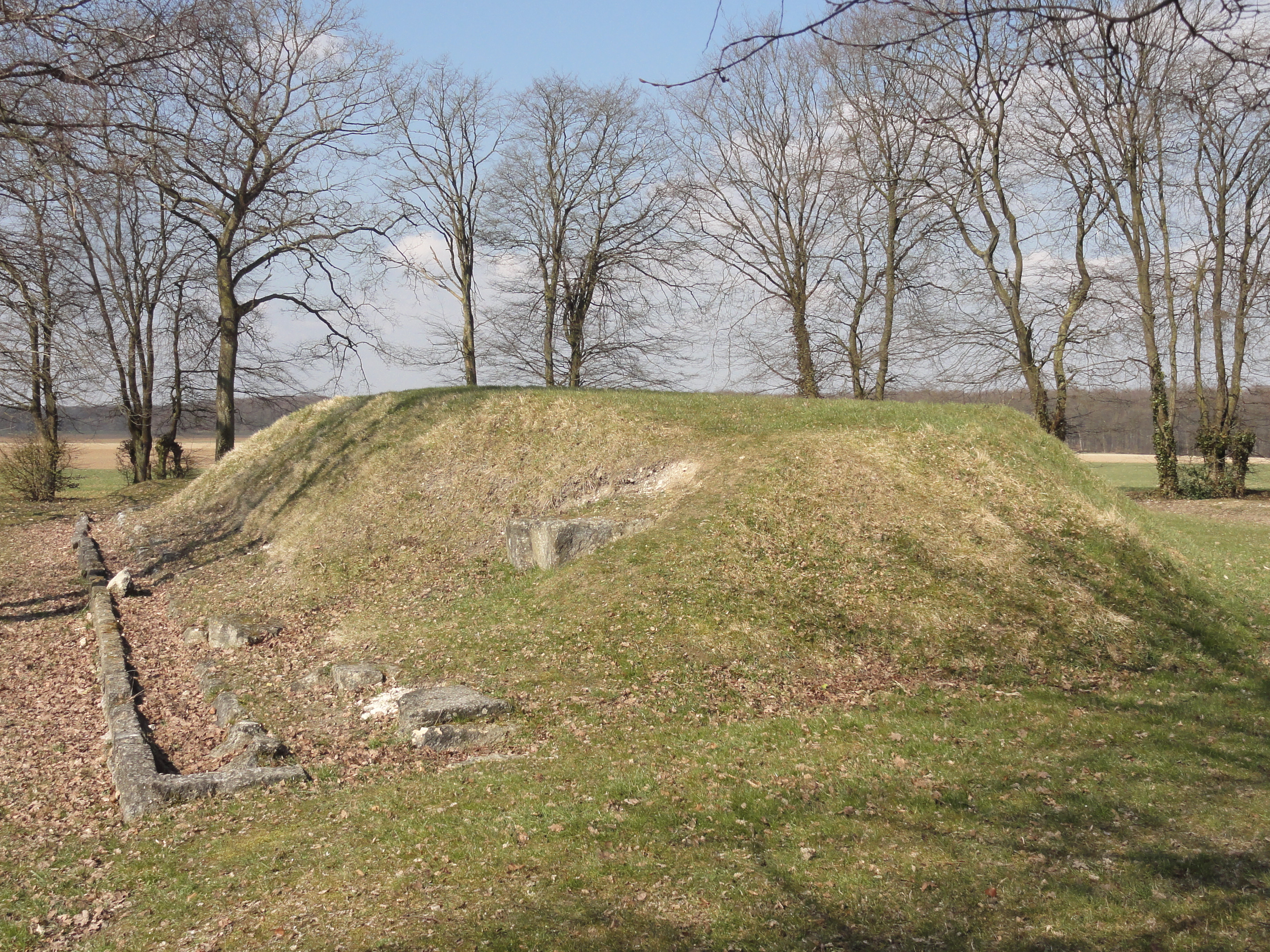
Vista da est (tempio del II secolo

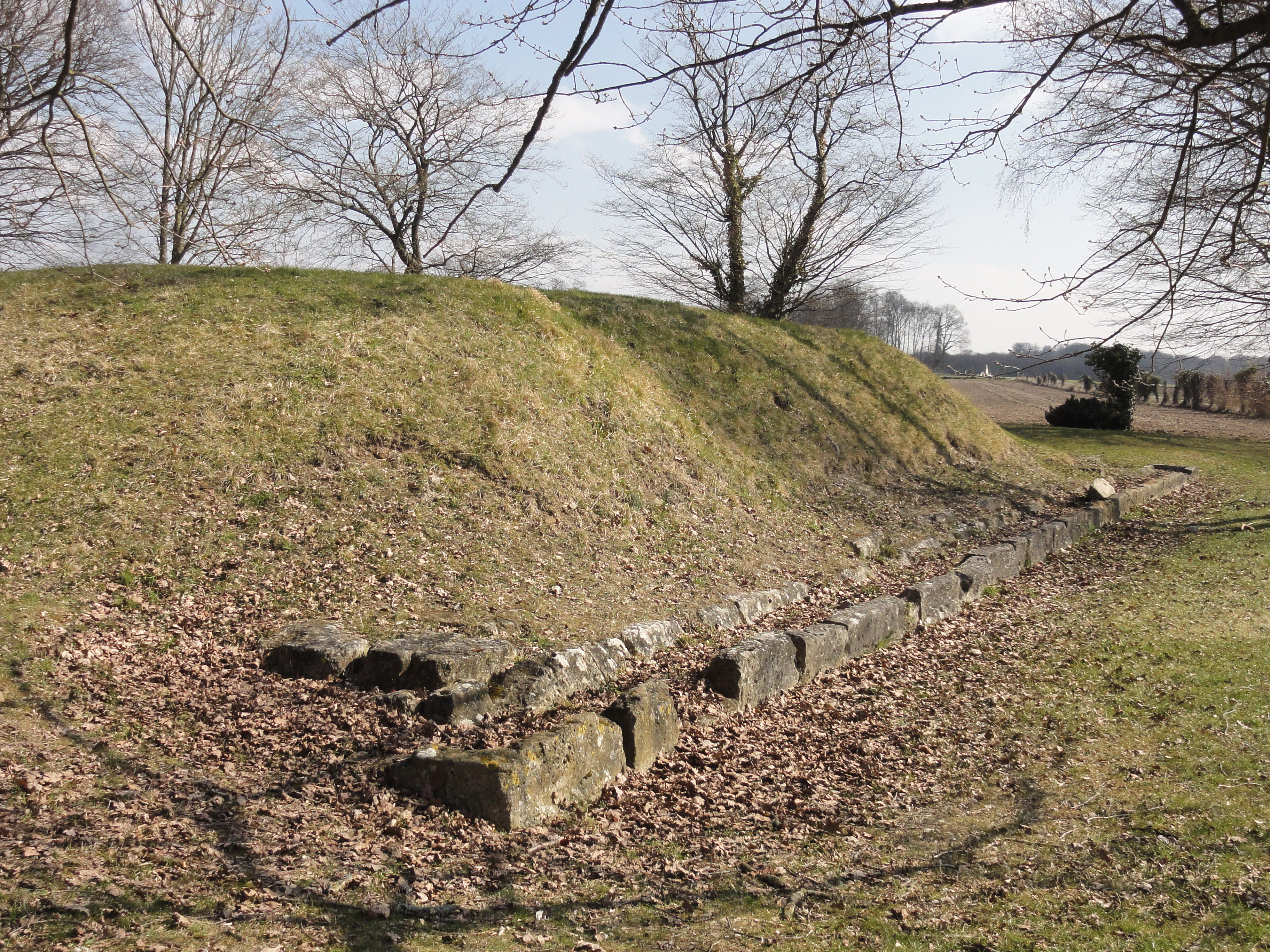
Vista da sud-ovest (tempio del II secolo

#### Il primitivo santuario prima della conquista
Il primitivo santuario è antecedente alla conquista romana della zona, e sopravvisse com'era per qualche tempo dopo la conquista, non essendo avvenuta subito la romanizzazione. La struttura di questo primo edificio non è molto chiara; sono stati individuati solo i fossati perimetrali, le fosse per i pali e le buche per picchetti e pali. Molto probabilmente doveva essere un edificio su palafitte. La costruzione risale a La Tène II (260 - 150 a.C.), periodo a cui risalgono alcuni reperti rinvenuti, e va fino a La Tène D1 (150 - 70 a.C.), come indicato dal carattere di alcune strutture. Il materiale archeologico è limitato a frammenti di ceramica grossolana e strumenti in osso quasi ridotti allo stato polverulento. Un secondo sottile strato (20  cm) più recente è però attaccato a questo primo stato del tempio, e ha fornito reperti molto più eloquenti, comprendenti monete, fibule e vari strumenti metallici.

#### I primi fanum post-conquista
Il primo santuario conobbe un secondo periodo di occupazione, o venne in parte sostituito, poco dopo il suo abbandono. Sono stati identificati due allineamenti di buche per i pali, la maggior parte delle quali erano destinate ad ospitare due pali, nonché una "sablier" o una "assise". Le pietre trovate nella trincea possono benissimo provenire da questa "assise", ma non necessariamente; possono anche provenire da un muro. Le dimensioni e le proporzioni portano alla conclusione di un primo fanum primitivo romanizzato. Confina con il fanum un edificio annesso a pianta quadrangolare, senza che sia da escludere la coesistenza di due edifici di culto di diversa tipologia. Non ci sono prove concrete per suggerire una cella o una galleria. A breve distanza, però, è ben individuabile un secondo edificio, con uno spazio centrale quadrangolare vuoto. Ad esso corrisponde un cumulo di pietrisco calcareo tagliato, che evoca elementi di paramento o di colmo murario. Le monete erano sparse sotto le fondamenta per motivi rituali. Sono stati anche trovati intatti due corsi di lastre di pietra. Nel complesso, il secondo edificio sembra costituito da una cella circondata da un ballatoio, e sarebbe quindi un fanum di una tipologia già individuata nella regione. Un periodo di soli trenta o quarant'anni sembra separare i due edifici, a partire da venti o trent'anni dopo la conquista. Ma la separazione dei diversi strati non è sempre netta, e gli scavi si concentrano su sondaggi minimamente invasivi al fine di preservare una riserva archeologica per il futuro.

#### Il fanum romano-celtico del I secolo
Anche questo primo fanum “solido” venne rapidamente sostituito da una costruzione risultante dalla terza fase di occupazione del sito: è il primo edificio romano-celtico del sito, costruito intorno all'anno 40 e utilizzato fino al 110 circa. Per la prima volta, la ricostruzione della pianta è possibile senza ambiguità. Si riconoscono facilmente due fondazioni a pianta quadrangolare, una compresa nell'altra. La fondazione esterna è quella di una galleria di circolazione che sostiene un peristilio, e la fondazione interna appartiene ad una cella di un unico ambiente aperta ad est. La galleria è più ampia davanti all'apertura. Da segnalare l'assenza di un podio; c'è solo una base fatta di blocchi tagliati con cura, ma senza sfaccettature e ancor meno modanature. Il risultato è la cosiddetta doppia pianta quadrata degli edifici religiosi gallo-romani, nati sia da vincoli architettonici che da originalità originarie, e che consentono di preservare le tradizioni senza rifiutare i progressi nelle tecniche di costruzione portate dai romani. La facciata è larga 15,75 metri e i muri laterali sono lunghi 14,49 metri. Inoltre, i blocchi scolpiti trovati intorno consentono una parziale ricostruzione del prospetto, almeno del suo carattere generale, perché al massimo rimane il 2% degli elementi di prospetto della galleria. Tutti i lati hanno sei colonne (venti in totale), e un muretto con cornice chiude lo spazio tra le colonne. I fusti delle colonne sono scanalati e ricoperti di intonaco bianco, e le basi sono circondate da due grandi tori e sono associate a un plinto. Il pavimento è in opus signinum nella galleria, e assume la forma di un mosaico poggiato sulla ripetizione dello stesso motivo geometrico piuttosto complicato, basato su rombi, triangoli e trapezi. Anche la decorazione pittorica interna potrebbe essere restaurata; è policroma e presenta motivi diversi in ogni pannello, combinando sempre elementi architettonici con forme vegetali. Nel complesso, il fanum testimonia una certa ricerca estetica, che non si riscontra in tutti i fanum della regione, anche se l'occultamento dei tori inferiori delle basi delle colonne da parte del plinto è poco abile.

#### Il tempio del II secolo

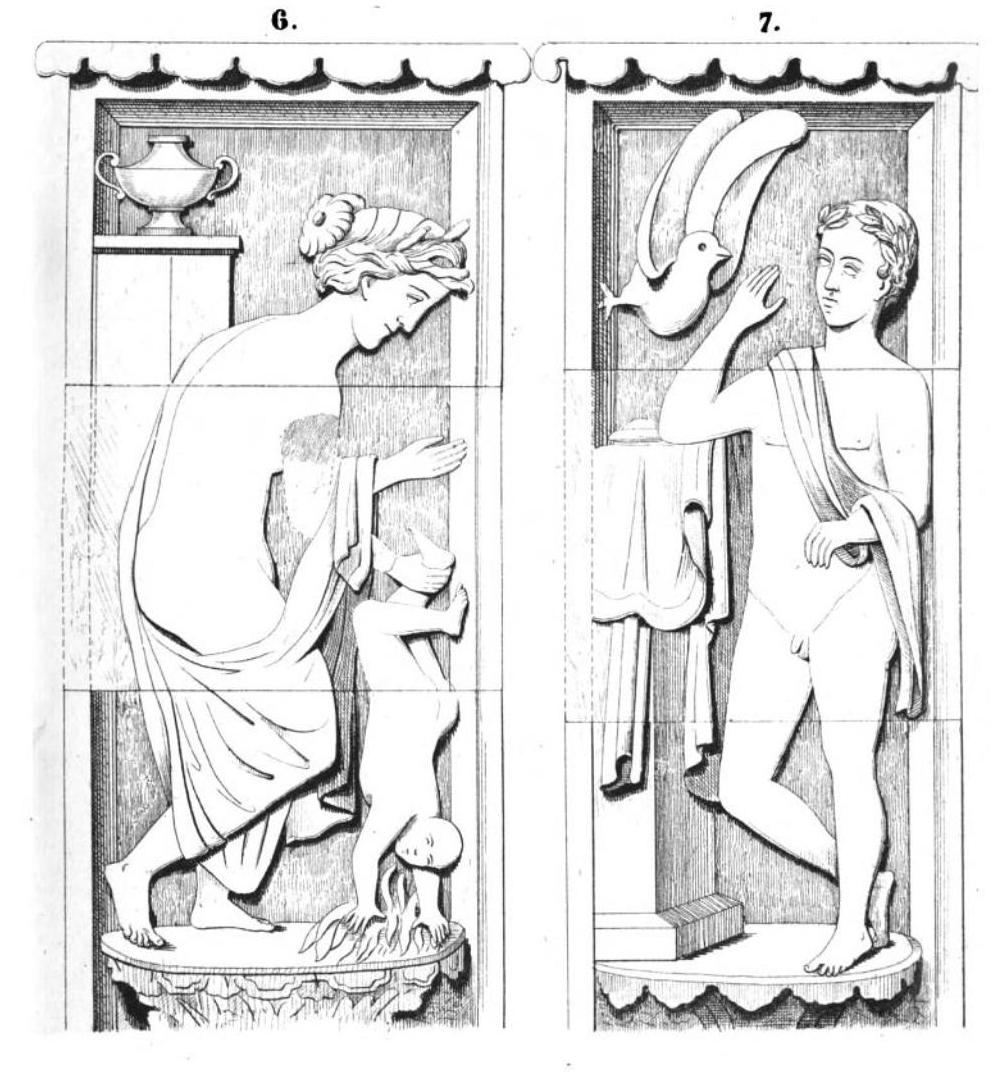
Due bassorilievi.
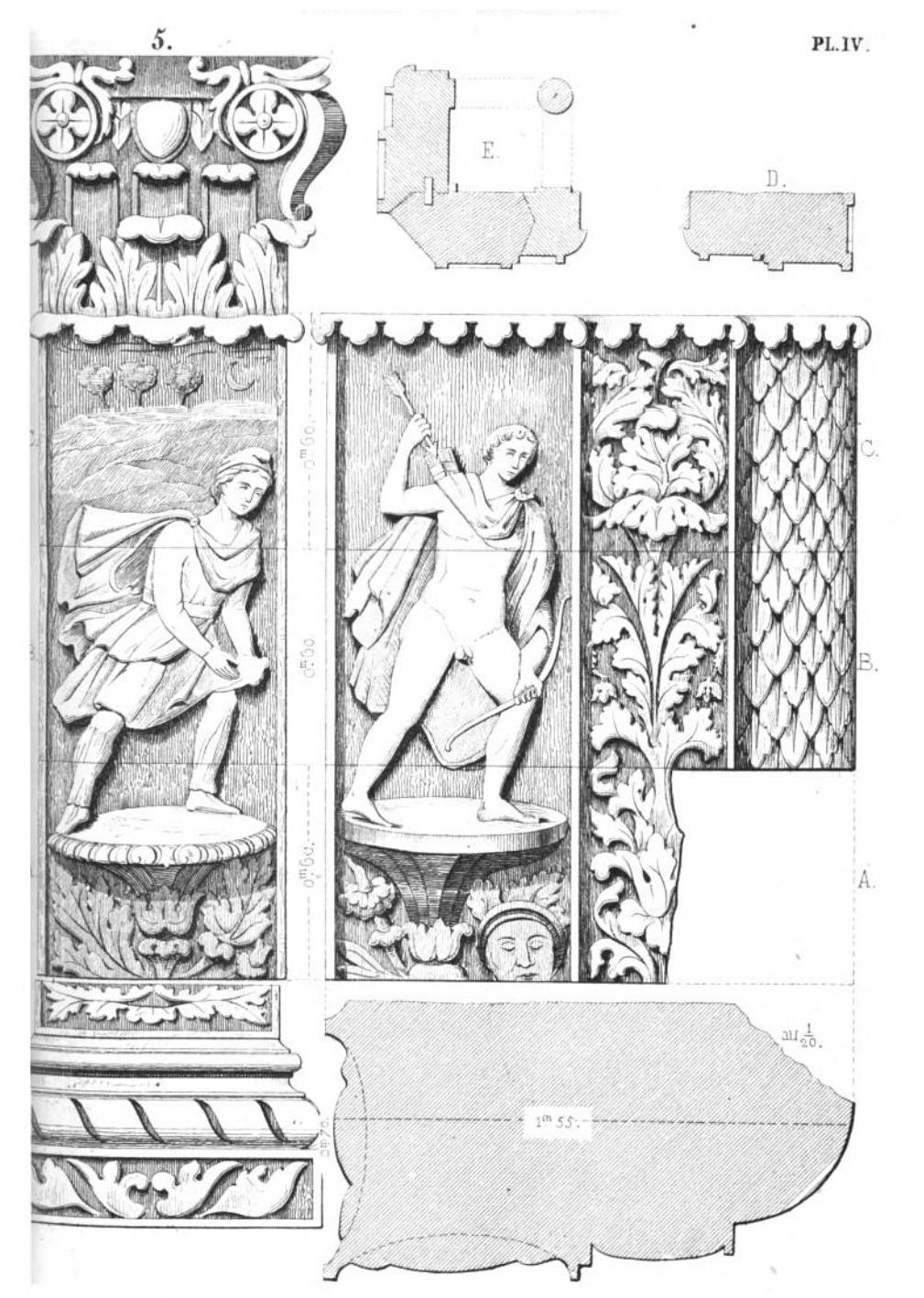
Bassorilievo e frammenti.
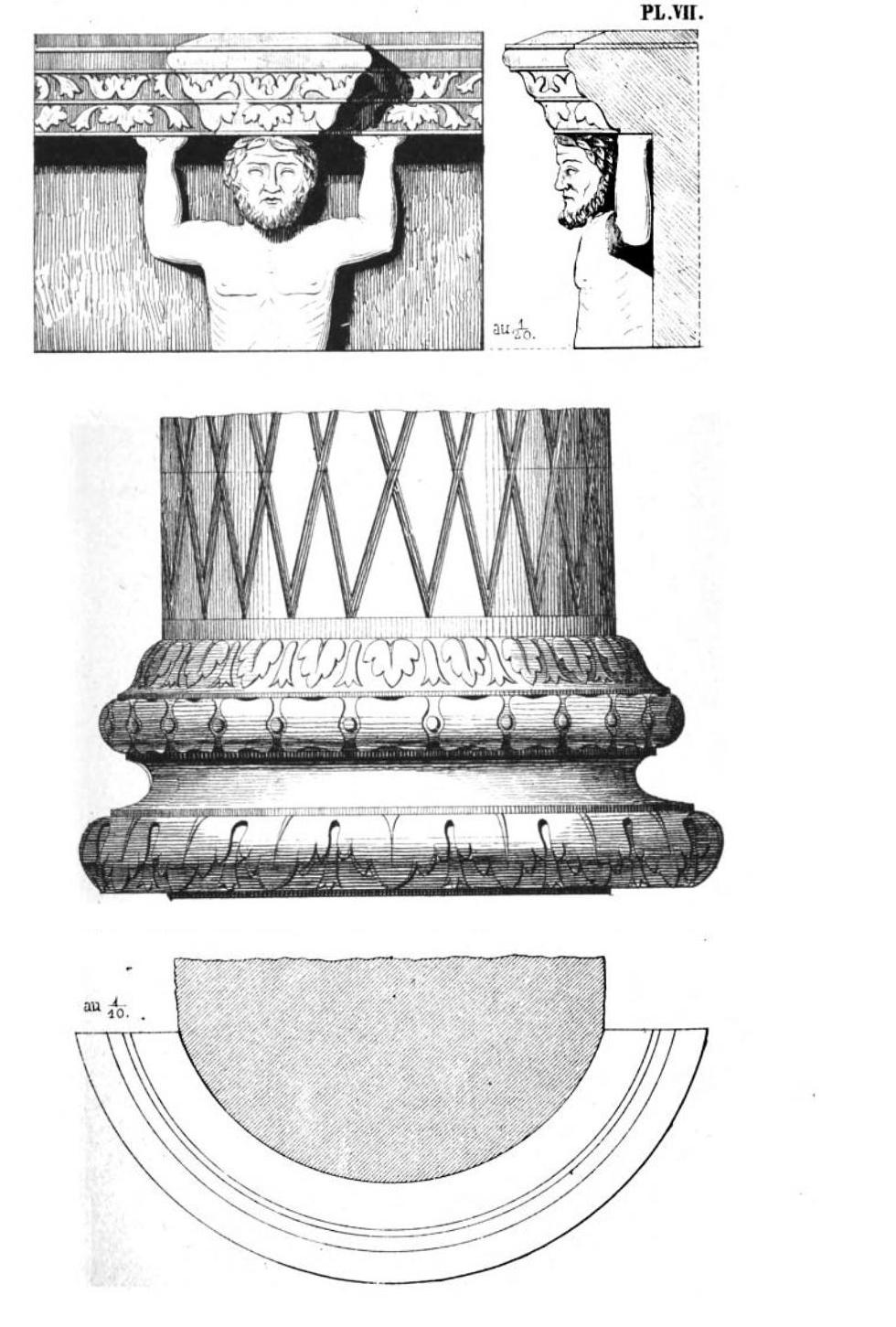
Frammenti di colonne.
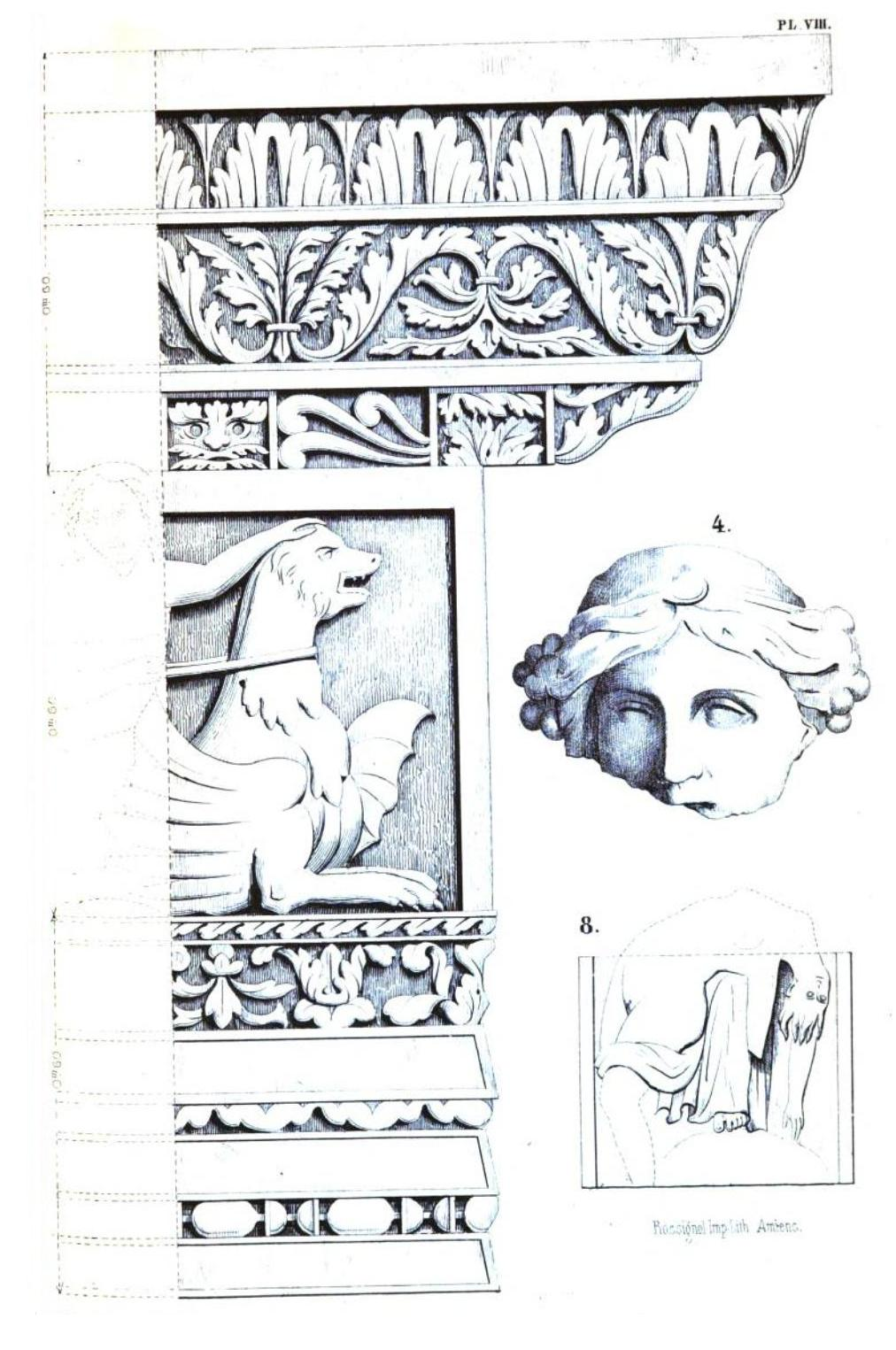
Frammenti e blocchi scolpiti.
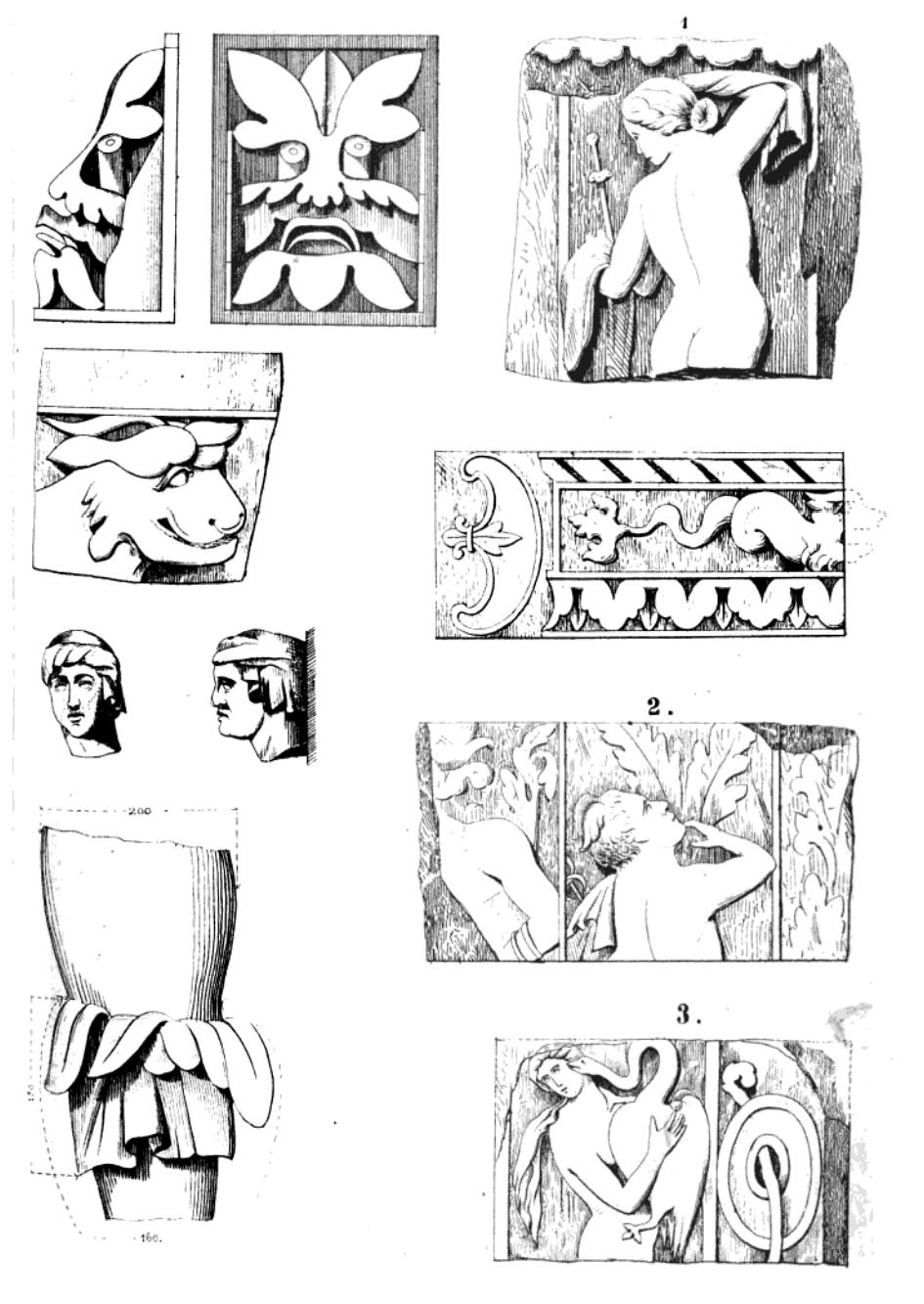
Blocchi scolpiti.

Infine, il secondo fanum fu sostituito dopo il 110 da un vero e proprio tempio romano, recuperando in parte la base del suo predecessore. La pianta rimane simile, ma l'architettura e gli ornamenti sono molto più ben realizzati e, come differenza principale, il tempio è costruito su un podio. È questo tempio, la cui esistenza è suggerita dal XIX secolo, al quale si riferiscono la maggior parte dei resti rinvenuti all'epoca. Una grondaia composta da settanta blocchi di pietra circondava il tempio e raccoglieva l'acqua piovana. Una scala dava accesso al podio da est, a tre vie dalla sua base a una piattaforma intermedia a metà altezza. I suoi primi quattro gradini furono sgomberati nel XIX secolo. Quindi, un pronao con frontone triangolare e circondato da colonne sporge dalla scala, e precede il peristilio e la cella. Il peristilio è più largo del pronao e lo racchiude in parte. Non si presenta più come una serie di colonne stilobate, ma come una parete traforata di campate quadrangolari e impreziosita da colonne tutte impegnate. Sul lato della facciata orientale e sul lato opposto, queste pareti sono sormontate da un architrave e da un fregio, poi forse da un grande frontone triangolare scolpito. I pavimenti vennero realizzati allo stesso modo del fanum precedente.
Quanto alla cella, la sua altezza potrebbe superare quella della galleria esterna. Gli stipiti e l'architrave della sua porta sono decorati con bassorilievi. I frontoni rappresentano scene marine e scene mitologiche sono state rinvenute incorniciate da pannelli con motivi vegetali. Anche le colonne presentano un decoro esuberante. In generale, la scultura ricorda le espressioni orientali ellenizzate, la maggior parte dei blocchi scolpiti proverrebbero dal pronao. Possiamo tuttavia deplorare che i blocchi scolpiti depositati presso il castello della Motte siano stati conservati per un certo tempo all'aria aperta, il che ha fatto scomparire la decorazione pittorica, e prima e soprattutto, che gli altri blocchi siano rimasti sul sito invece di essere conservati al sicuro in un museo, come era prassi quasi ovunque in Francia. Solo una piccola parte degli oggetti è stata conservata in un piccolo deposito in loco. Di conseguenza, molti oggetti sono ora persi o molto degradati e sono conosciuti solo da vecchie pubblicazioni. A questo proposito, va segnalata l'implausibilità di antichi tentativi di ricostruzione architettonica. D'altra parte, anche se la ricostruzione proposta rappresenta l'unica soluzione logica per attribuire ciascuno dei grandi frammenti a una posizione precisa nell'edificio, la configurazione suggerita del tempio non rientra nel repertorio dell'architettura classica, e il peristilio chiuso è una sorpresa. Si spiega con la friabilità del calcare rinvenuto in loco, poco adatto alla costruzione di colonne isolate.

### Il teatro romano

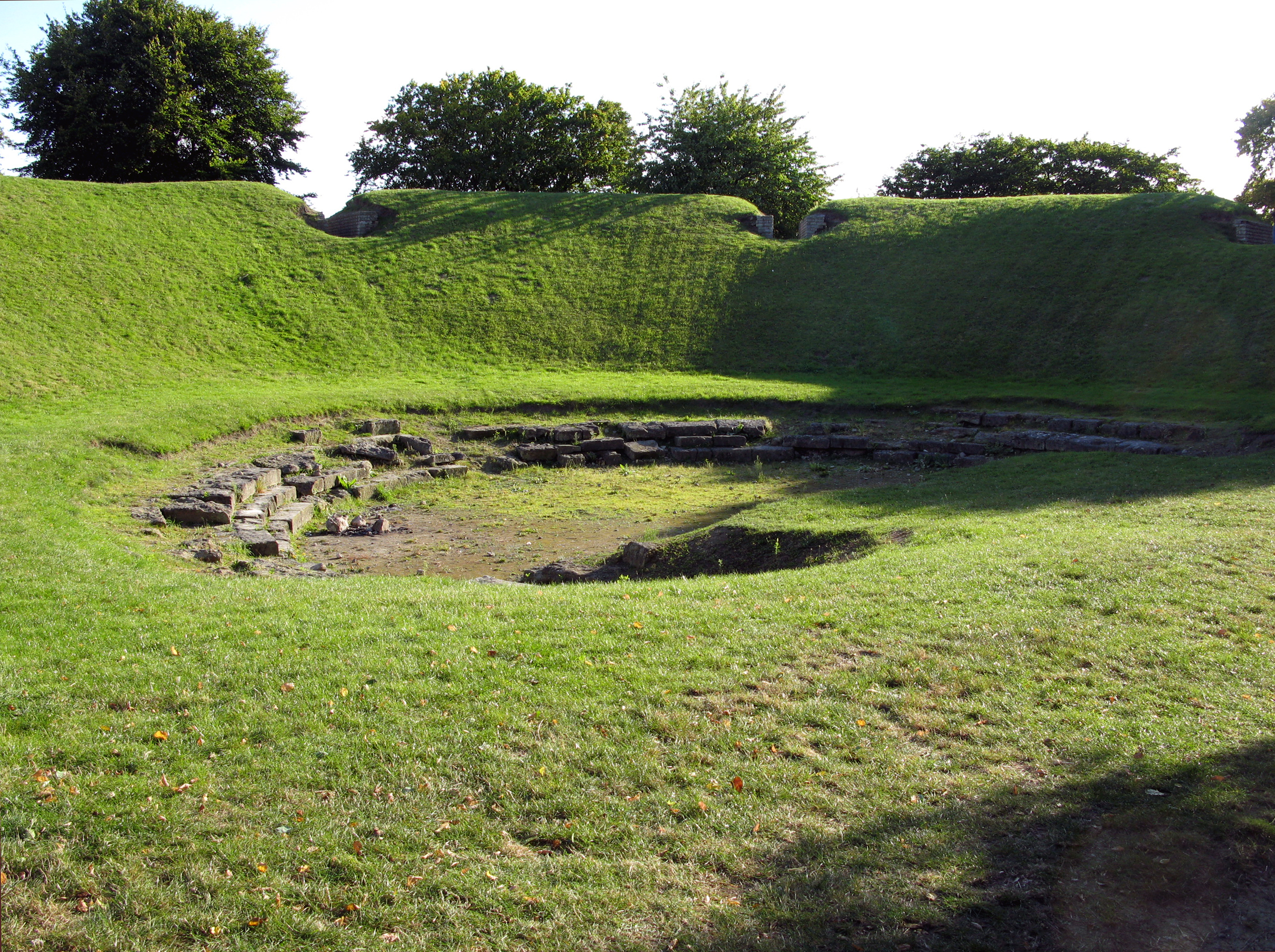
Il teatro antico con le gradinate sparite; visto da nord-est.

Soprannominato il "ferro di cavallo" alla sua scoperta, il teatro ha un diametro di 70 metri e poteva ospitare fino a 3.000 persone. Come di consueto, il palco era posizionato a nord, impedendo così agli spettatori di ricevere il sole di fronte. Il ferro di cavallo era delimitato esternamente da un muro di contenimento semicircolare, sostenuto da contrafforti ad intervalli regolari. Alla sommità di questa parete correva un camminamento, delimitato all'interno da un secondo muro contro il quale poggiava il terrapieno dei gradoni superiori. Un totale di sei passaggi realizzati nel terrapieno consentivano l'accesso al livello intermedio della cavea, suddividendo in sette gruppi i gradini del livello superiore. Scale a chiocciola, o a sud una doppia scalinata, salivano alla "summa cavea", i livelli superiori. Nulla rimane dei livelli inferiori. Non ci sono vomitori, "carceri" e "sacella" (cappelle). L'assenza di vomitori deriva dalla configurazione semicircolare e dalle ridotte dimensioni del teatro; quanto ai "carceri" e ai "sacella", nulla si può dire in assenza di approfonditi studi archeologici dell'edificio.
Il teatro sarebbe contemporaneo al fanum romano-celtico del I secolo, con fondazioni dello stesso tipo. Il complesso è invece costituito da sassi incastonati nella malta, sulla cui superficie si suppone che delle linee disegnate con il ferro dessero l'illusione di un oggetto regolare. In alcuni luoghi sono state trovate incisioni che formano lische di pesce. La parete primitiva è ben conservata fino alla base; oltre, vediamo solo il risultato di restauri di epoche diverse. Il loro punto in comune è non rispettare il carattere autentico della costruzione: il restauro del 1992 tende ad esempio ad imitare i muri degli immobili rinvenuti a Senlis.
Sono state raccolte statue rappresentanti, tra gli altri, Leda e il cigno e Prometeo.

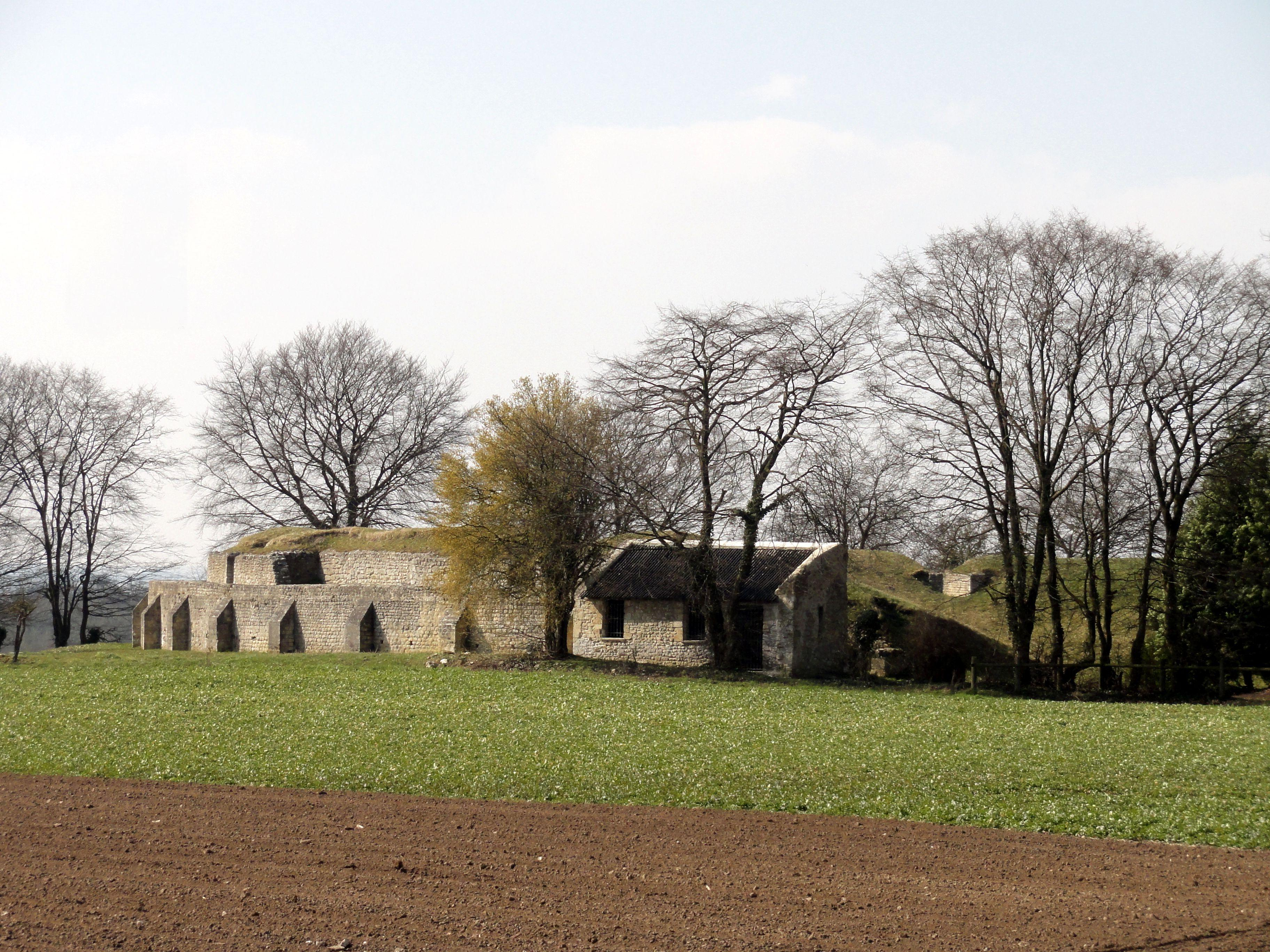
Vista da est.
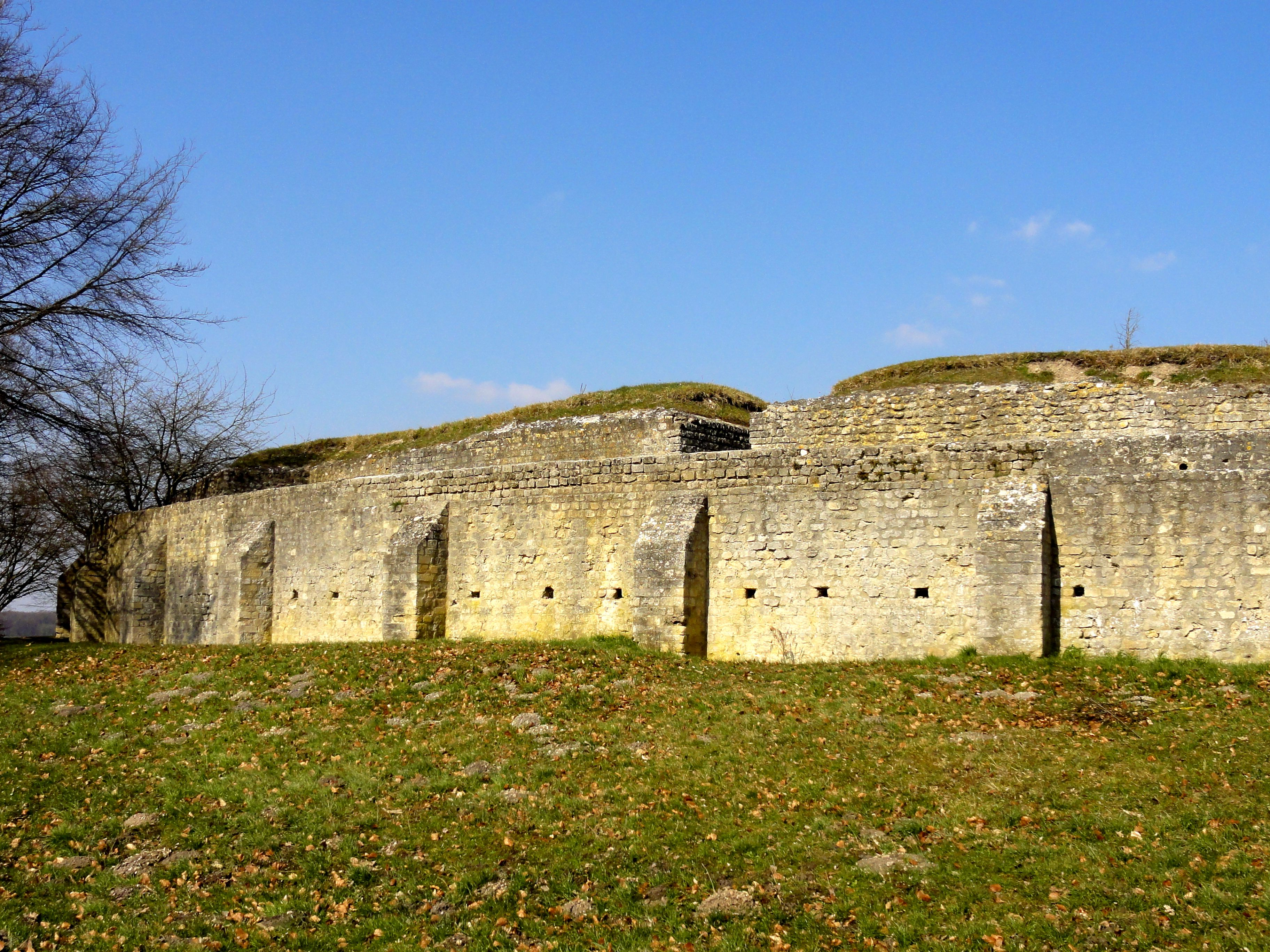
Muro di sostegno a contrafforte a sud-ovest.
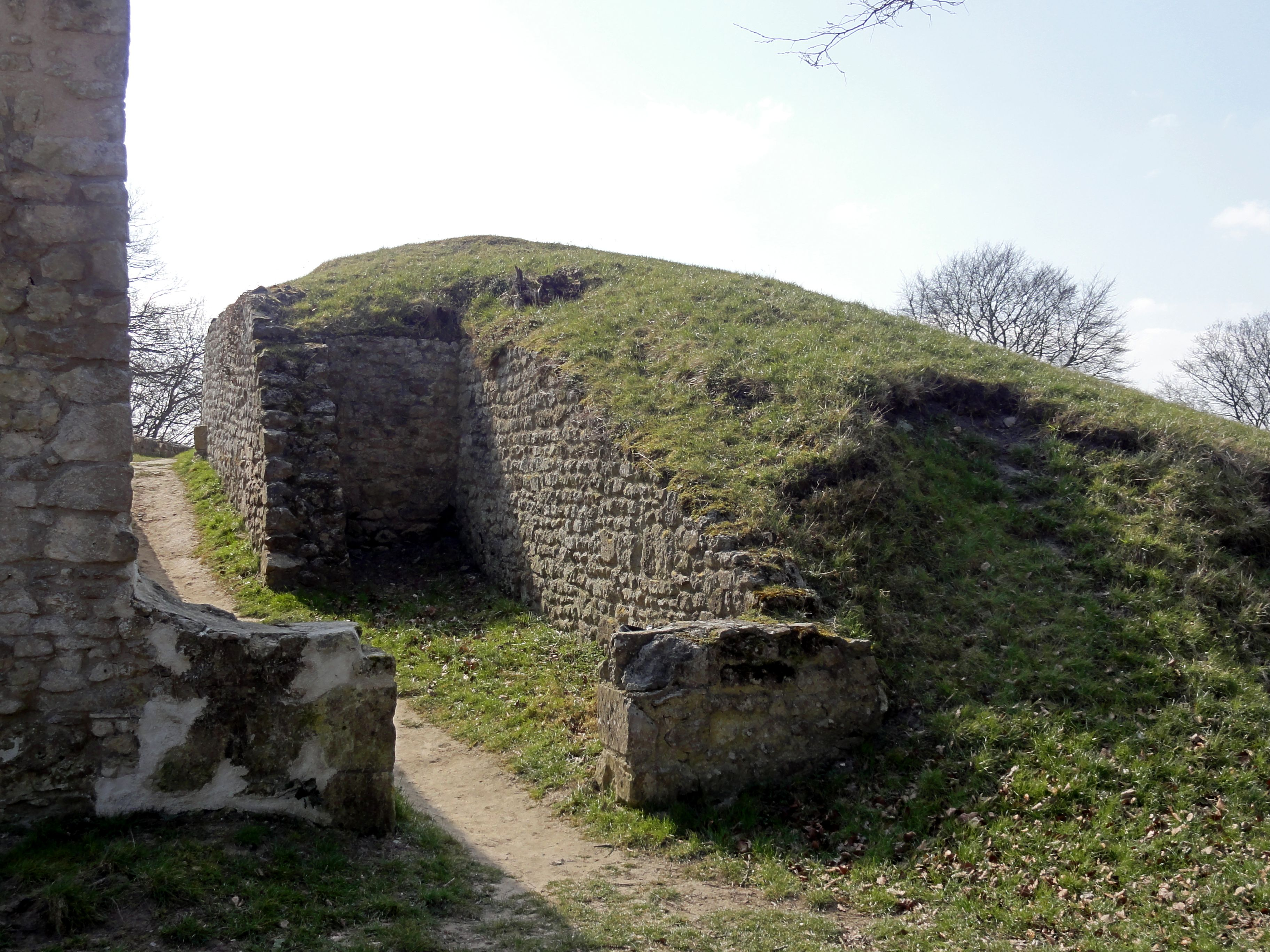
Accesso est al "cammino di ronda" (a sinistra il deposito).
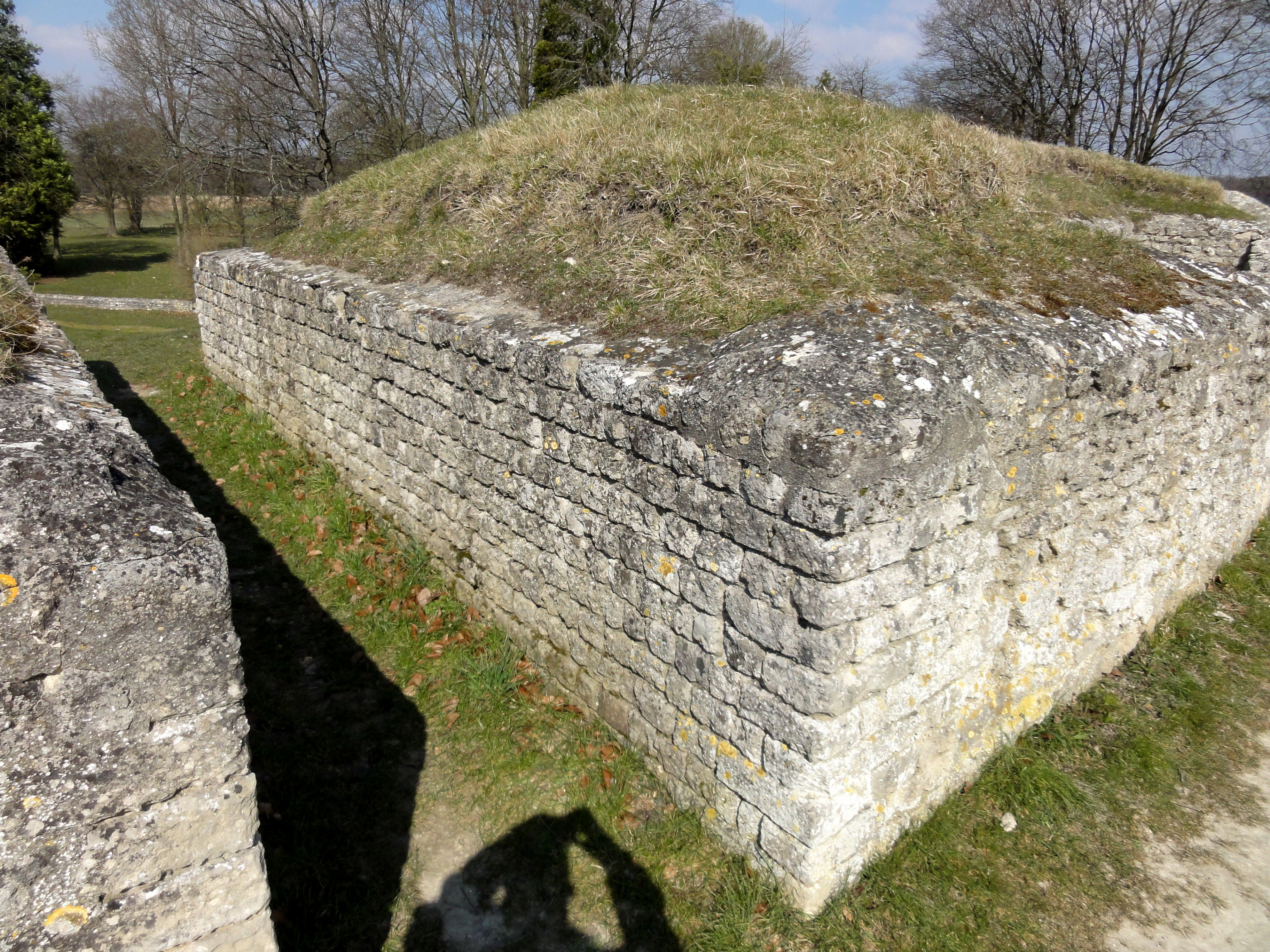
Passaggio di accesso ai gradoni del livello intermedio.
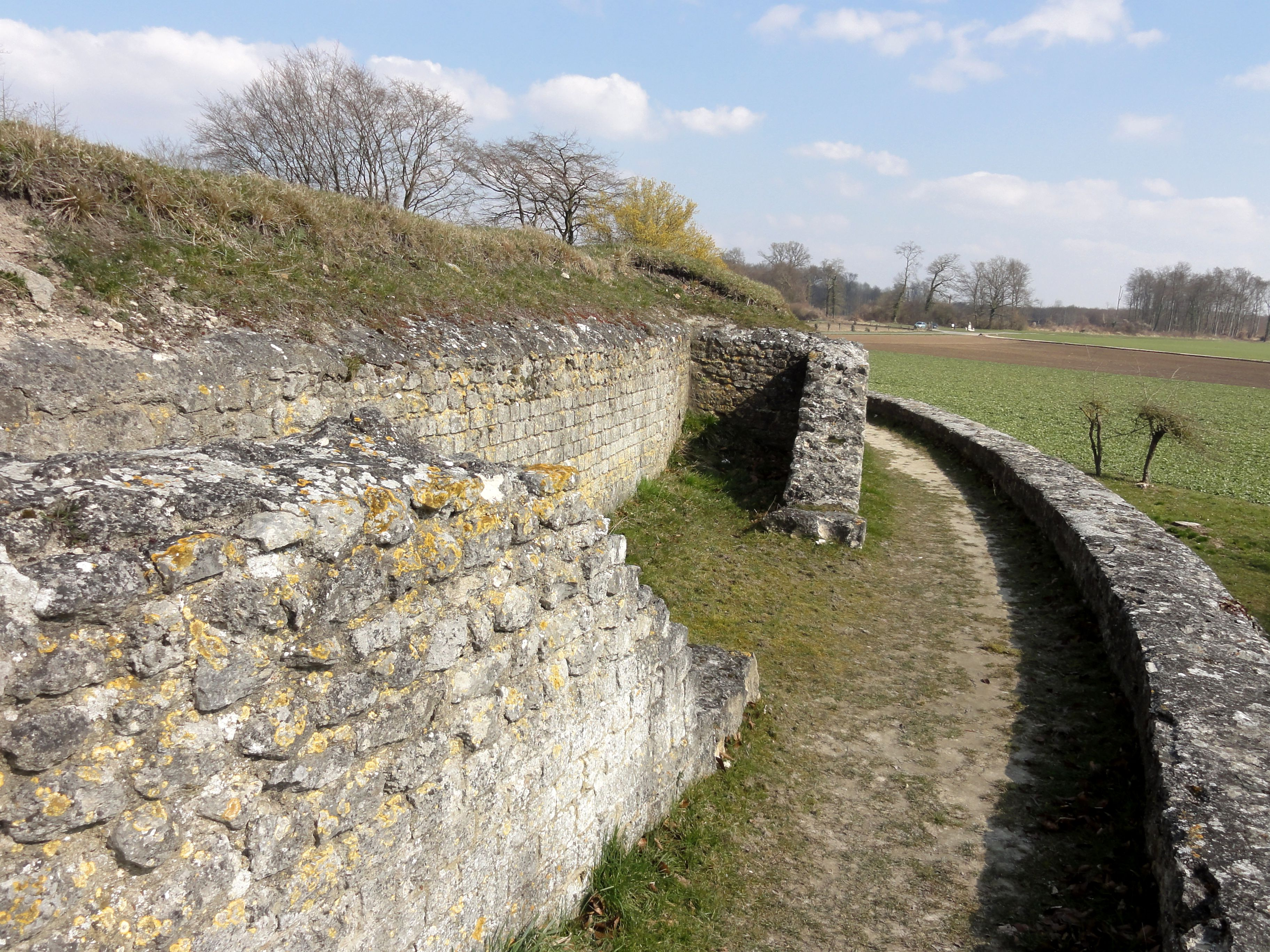
Doppia scala verso la summa cavea, lato sud.

### Le terme

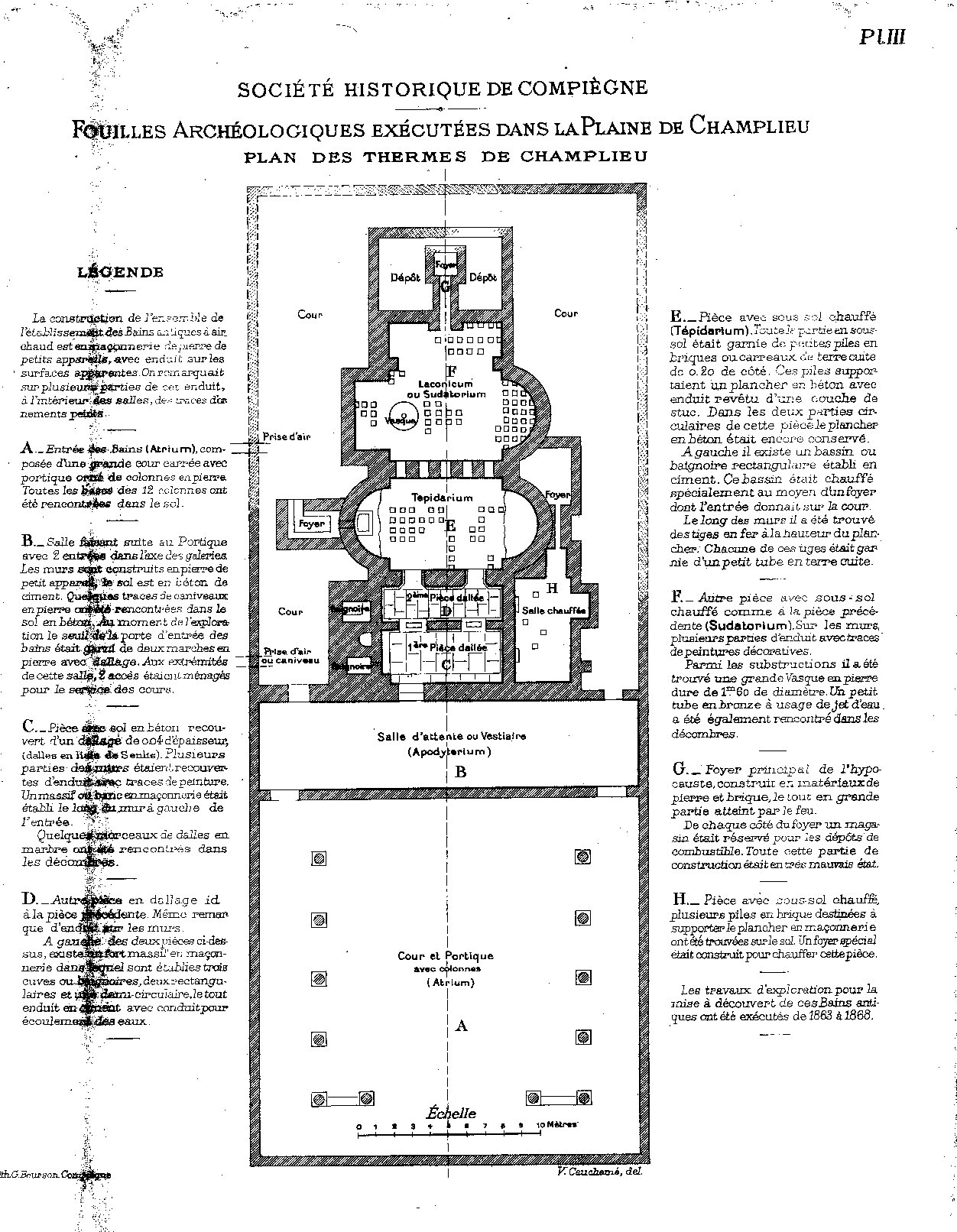
Pianta delle terme.

A 30  metri a sud-est della cinta muraria circolare del teatro, le terme presentano delle caratteristiche vasche, con resti del locale caldaia e dell'ipocausto. Questi bagni risalgono al II secolo e furono costruiti su un ex spazio commerciale o artigianale occupato dalla metà del III secolo a.C.. Le terme sono l'ultimo dei tre complessi costruiti a Champlieu, dopo il tempio e il teatro. La loro impronta a terra è larga 23 metri e lunga 53. Le pareti restano all'altezza di circa un metro, misurata dall'esterno. Il progetto rispecchia una certa ricerca architettonica non visibile negli altri due complessi balneari scoperti nella foresta di Compiègne, al Mont-Berny e alla Carrière du Roy. Le murature sono realizzate con pietrisco tagliato regolarmente, e rivestite con malta cementizia sui due paramenti. Rimangono quindi in posizione le basi delle colonne e la parte inferiore dei fusti. L'interno è decorato con la tecnica degli intonaci dipinti in diversi colori, conservando in parte un vivo splendore all'epoca degli scavi. I motivi rappresentati sono fiori e fogliame incorniciati da reti.
Circa la metà del rettangolo è occupata da un vasto vestibolo aperto su tre lati, formato da un peristilio poggiante su dodici colonne, di cui quattro per la facciata, e da una sala d'attesa che fungeva contemporaneamente da guardaroba. Occupando l'intera larghezza dell'edificio, è profondo solo 4,75  metri. Il pavimento è in cemento e non presenta segni di strappo della pavimentazione. Alle estremità, due porte danno accesso ai cortili di servizio, che occupano circa la metà dell'altra metà del rettangolo, delimitato verso l'esterno da mura. Per accedere alle terme bisogna scendere due gradini. La prima piccola stanza ha una panca lungo una parete e un pavimento ricoperto di lastre di Liais de Senlis. La seconda stanza, con la stessa tipologia di pavimento, dà accesso a tre vasche, due rettangolari e una semicircolare, con scarico dell'acqua. Queste vasche da bagno non sono disposte al centro della stanza, ma in una rientranza alla sua sinistra. A destra di queste due piccole stanze si trova un locale nel seminterrato riscaldato da un apposito focolare ad esso riservato. Alle prime due stanzette segue il tepidarium, un grande bagno ad aria calda. Misura 10,25 metri per 5,00, con pareti laterali semicircolari. L'emiciclo di sinistra ospita una vasca rettangolare in cemento, riscaldata da un focolare separato. Segue infine il sudatorio ancora più grande, con al centro una grande vasca in pietra di 160 cm di diametro dotata di un getto d'acqua, essendo stata rinvenuta sul posto la canna di bronzo. Il sudatorio ha una sola parete semicircolare, mentre le altre pareti sono rettilinee. Come il tepidarium, è riscaldato da un ipocausto, e quindi il pavimento in cemento poggia su pilastri. Dietro il sudatorio vi è ancora il focolare principale oltre a due depositi di carbone.

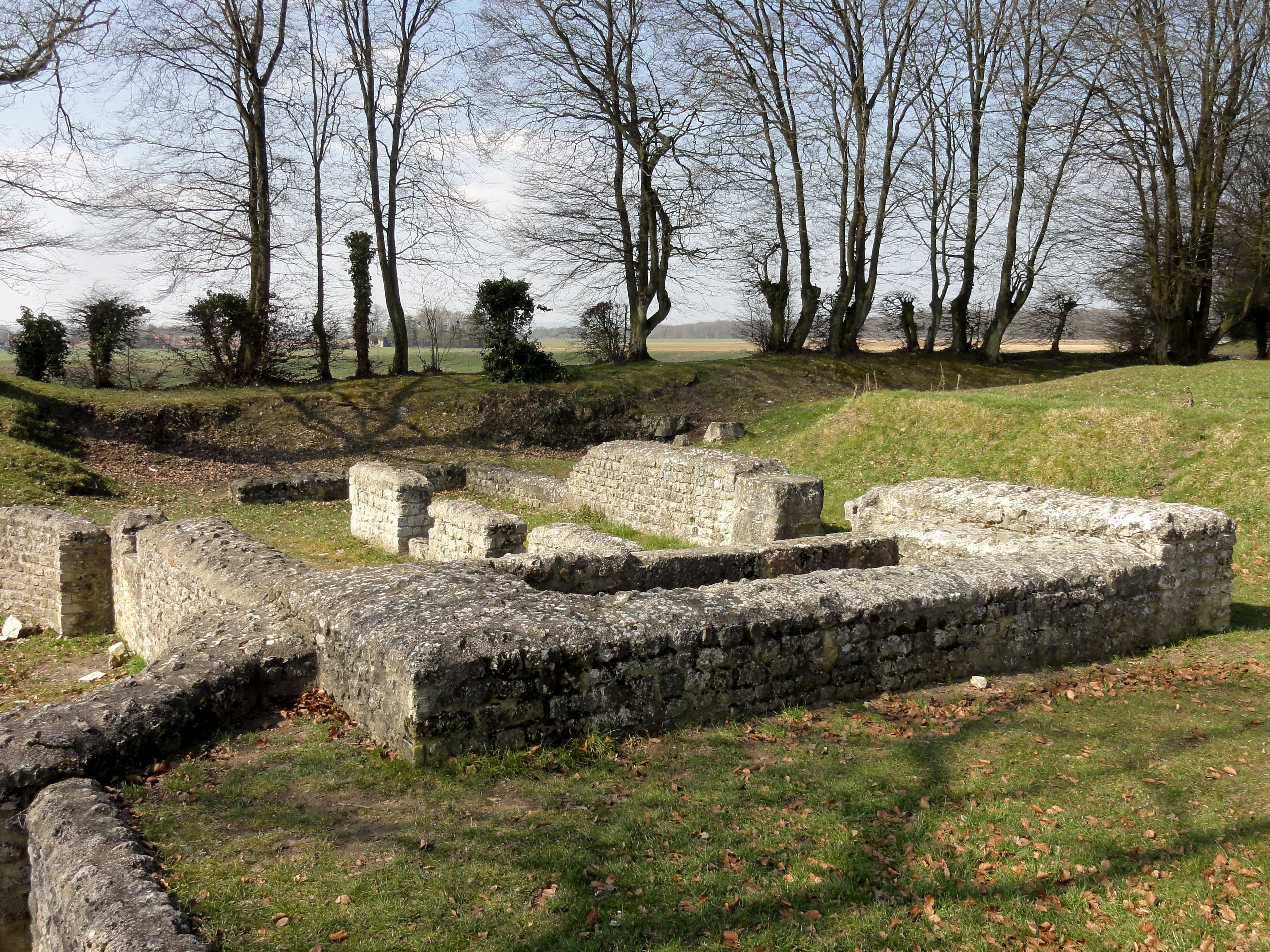
Bagni (in primo piano) e le prime due stanze.
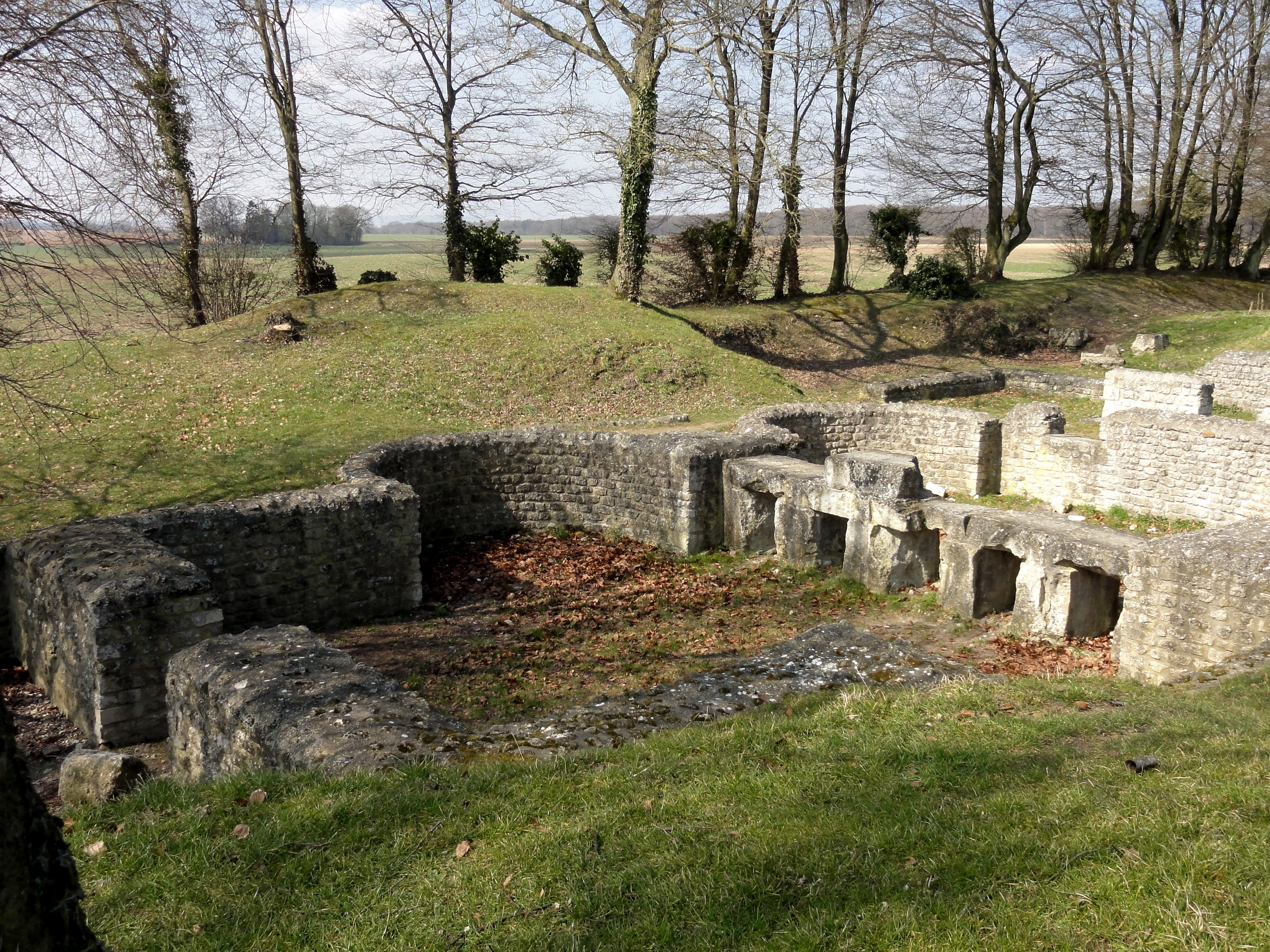
Sudatorium (in primo piano) e tepidarium (a destra).
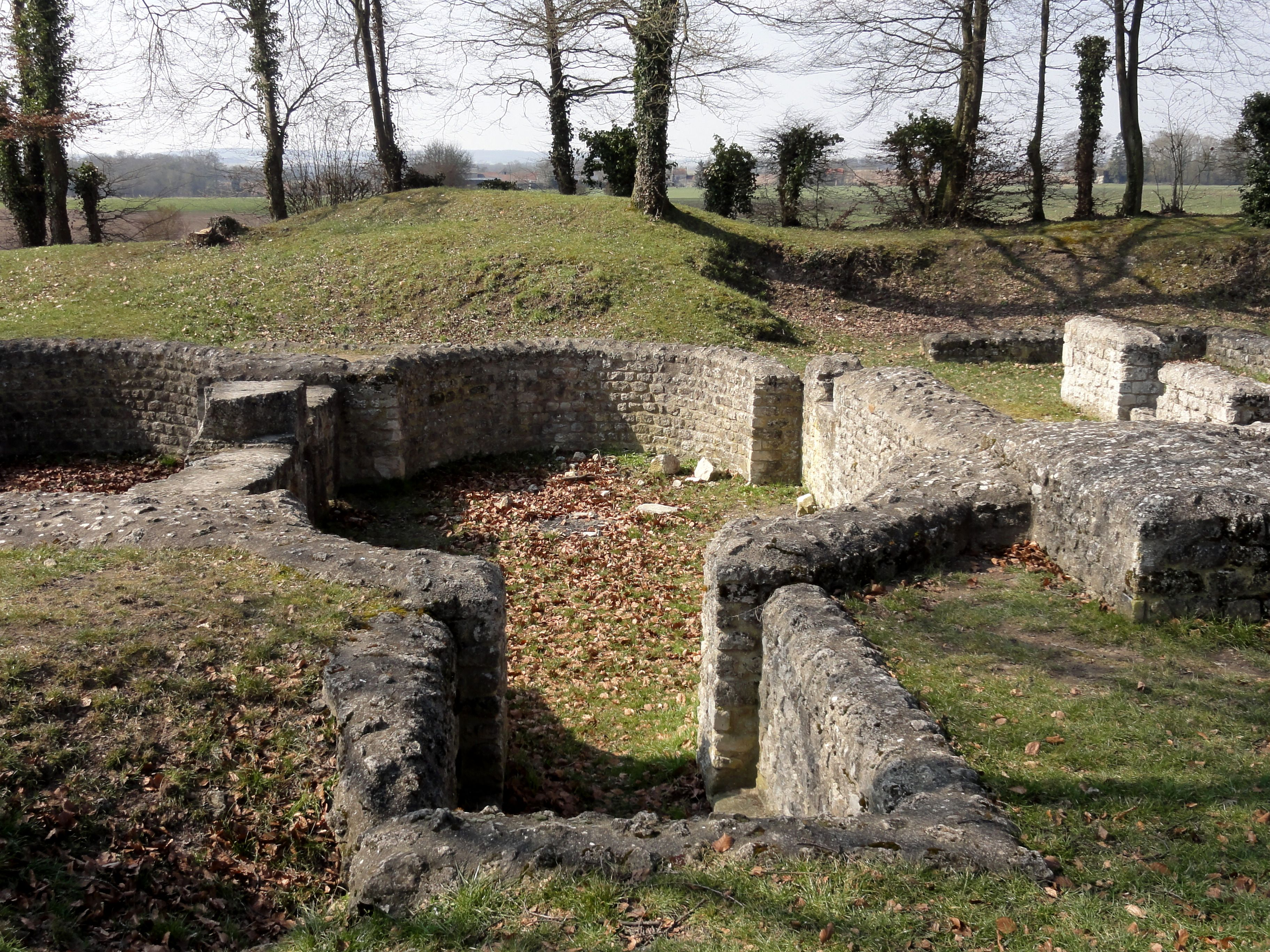
Tepidarium, visto da est.
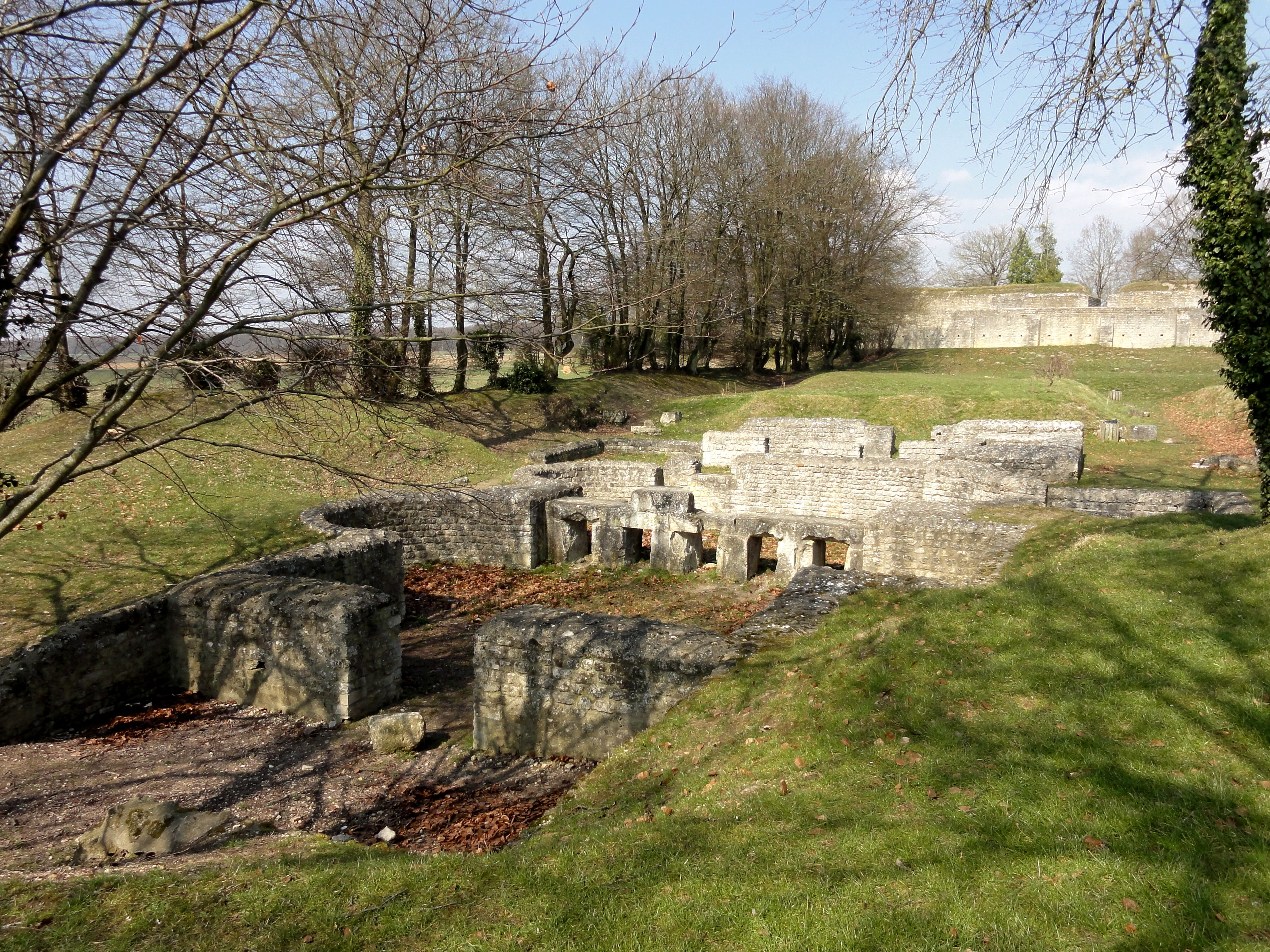
Vista d'insieme da sud (l'ingresso è a nord).
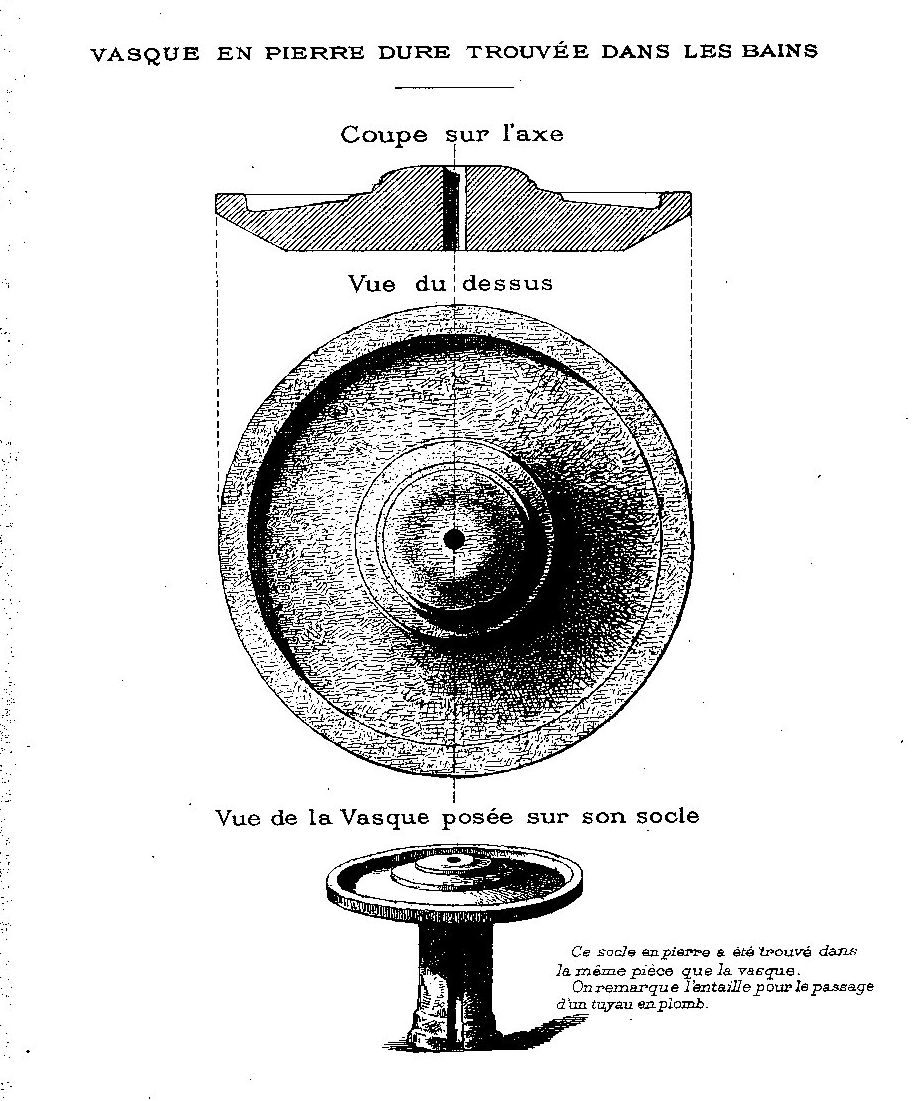
Vasca del sudatorium.

## Situazione attuale
Per lungo tempo, i blocchi scolpiti e le colonne scanalate furono conservati in un piccolo deposito in loco e nell'ex casa del custode, oltre agli oggetti raccolti dal barone de Seroux nella sua terra nel 1850, e da allora mantenuti in buone condizioni nel castello della Motte di Béthisy-Saint-Martin. Ripetuti furti, atti vandalici e l'influenza del maltempo hanno causato la perdita della maggior parte degli oggetti depositati a Champlieu. Tutto ciò che è rimasto, ovvero numerosi frammenti scultorei e una vasca, è stato infine trasferito al Museo Antoine-Vivenel di Compiègne negli anni 1970. Sono visibili all'ingresso del Parc Songeons, via rue Pierre d'Ailly. Il piccolo deposito in loco ora è vuoto.
Il sito è visitabile tutto l'anno con accesso gratuito. Dato quanto appena detto, del tempio non è visibile quasi nulla, tranne la grondaia a sud e alcuni blocchi di pietra non scolpiti. Delle terme rimane solo la parte inferiore delle mura; anche le vasche e l'ipocausto sono scomparsi, così come il muro esterno. Il teatro sembra essere l'edificio più completo, ma la distinzione tra le parti autentiche e le ricostruzioni totali durante i "restauri XIX secolo" non è sempre evidente.

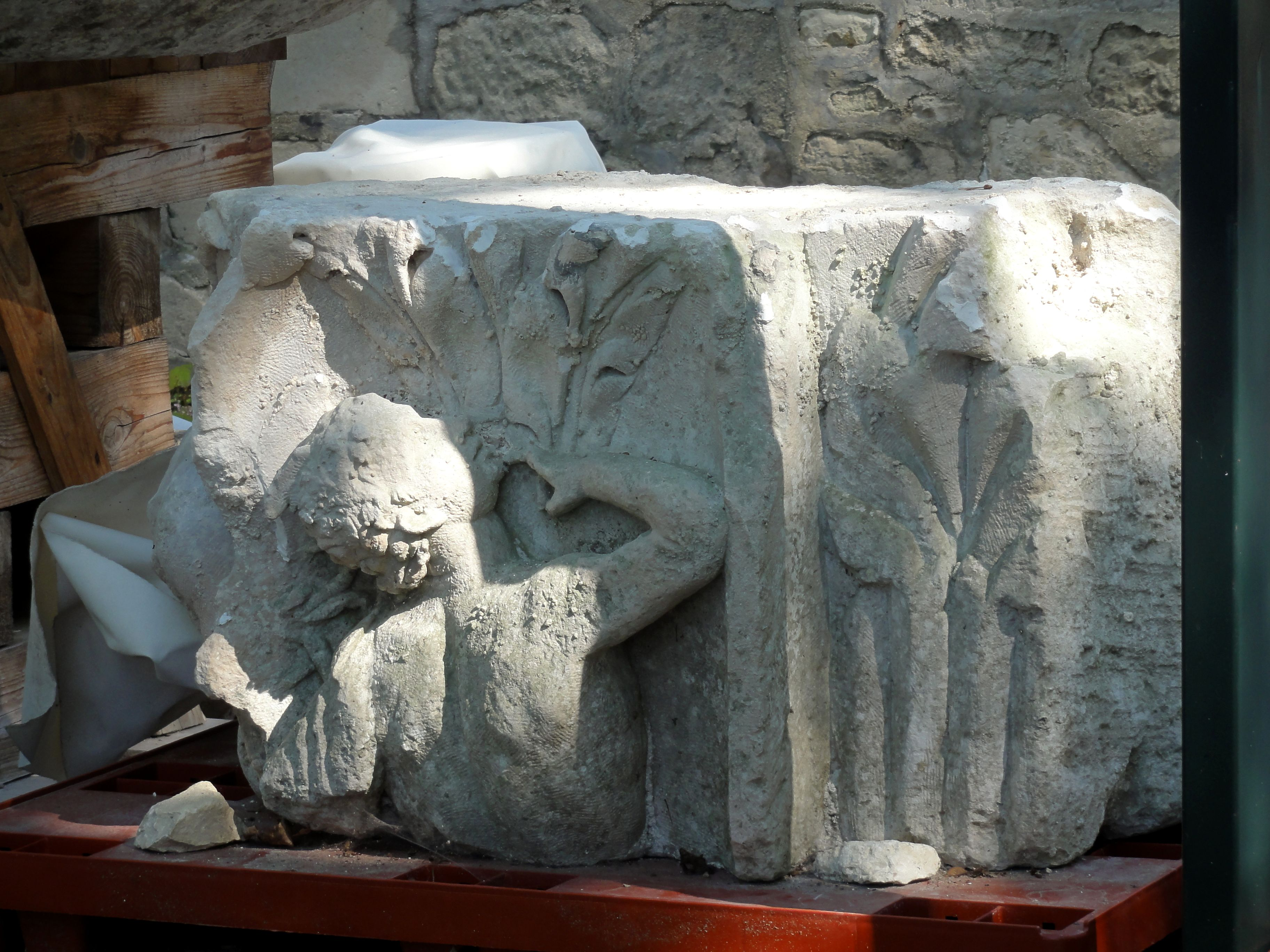
Blocchi scolpiti.
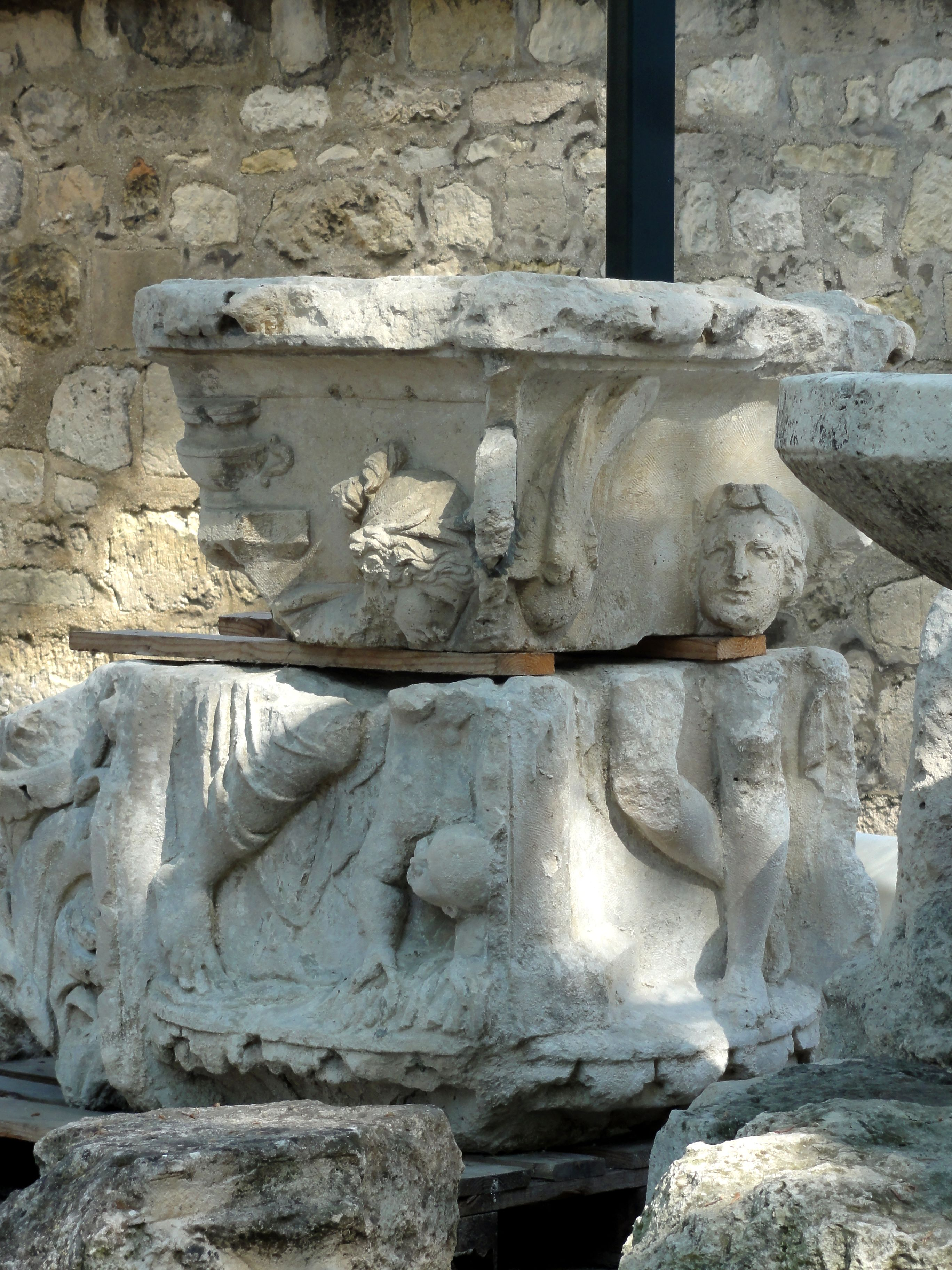
Blocchi scolpiti.
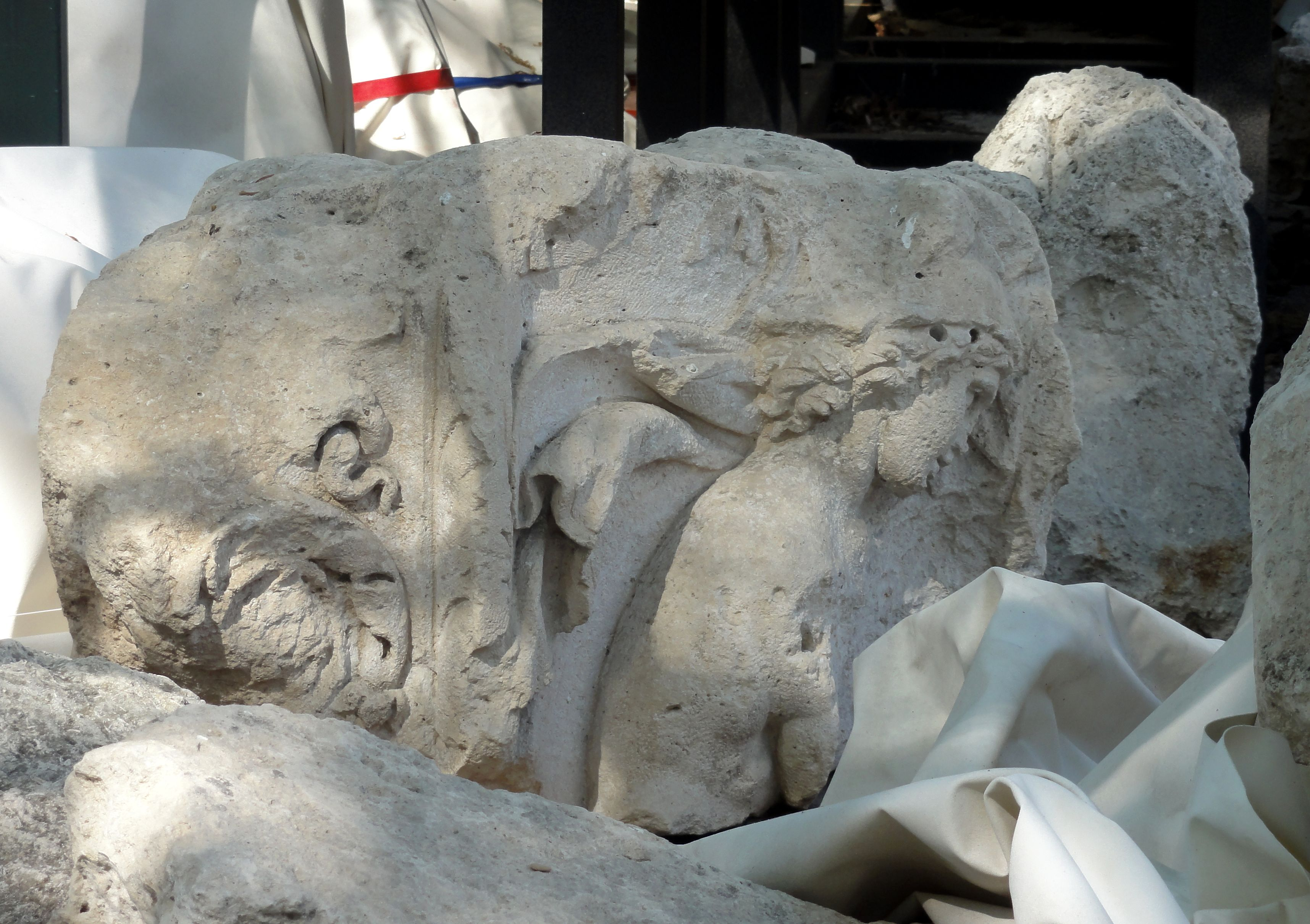
Bassorilievo con una donna.
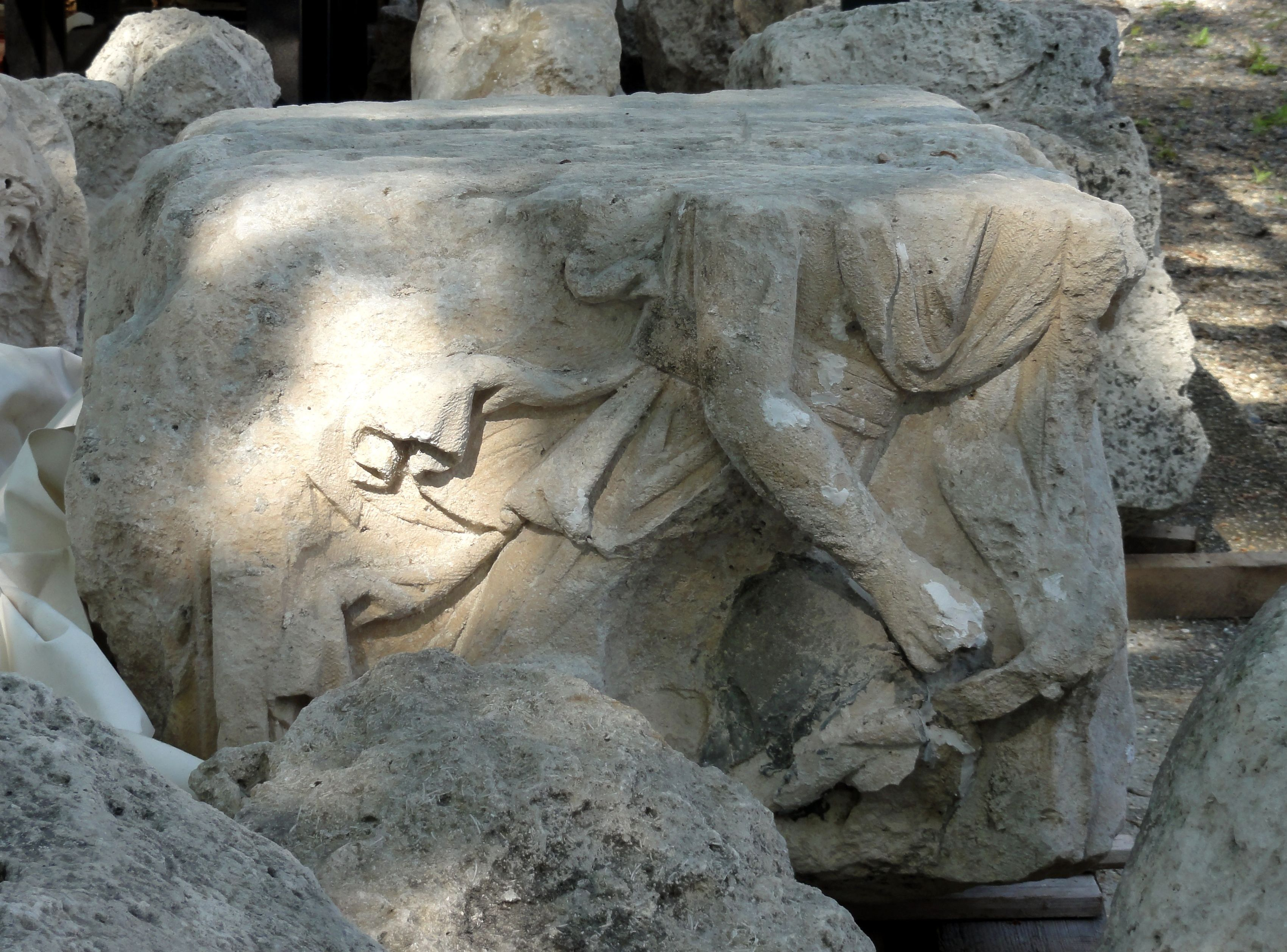
Bassorilievo con una donna.
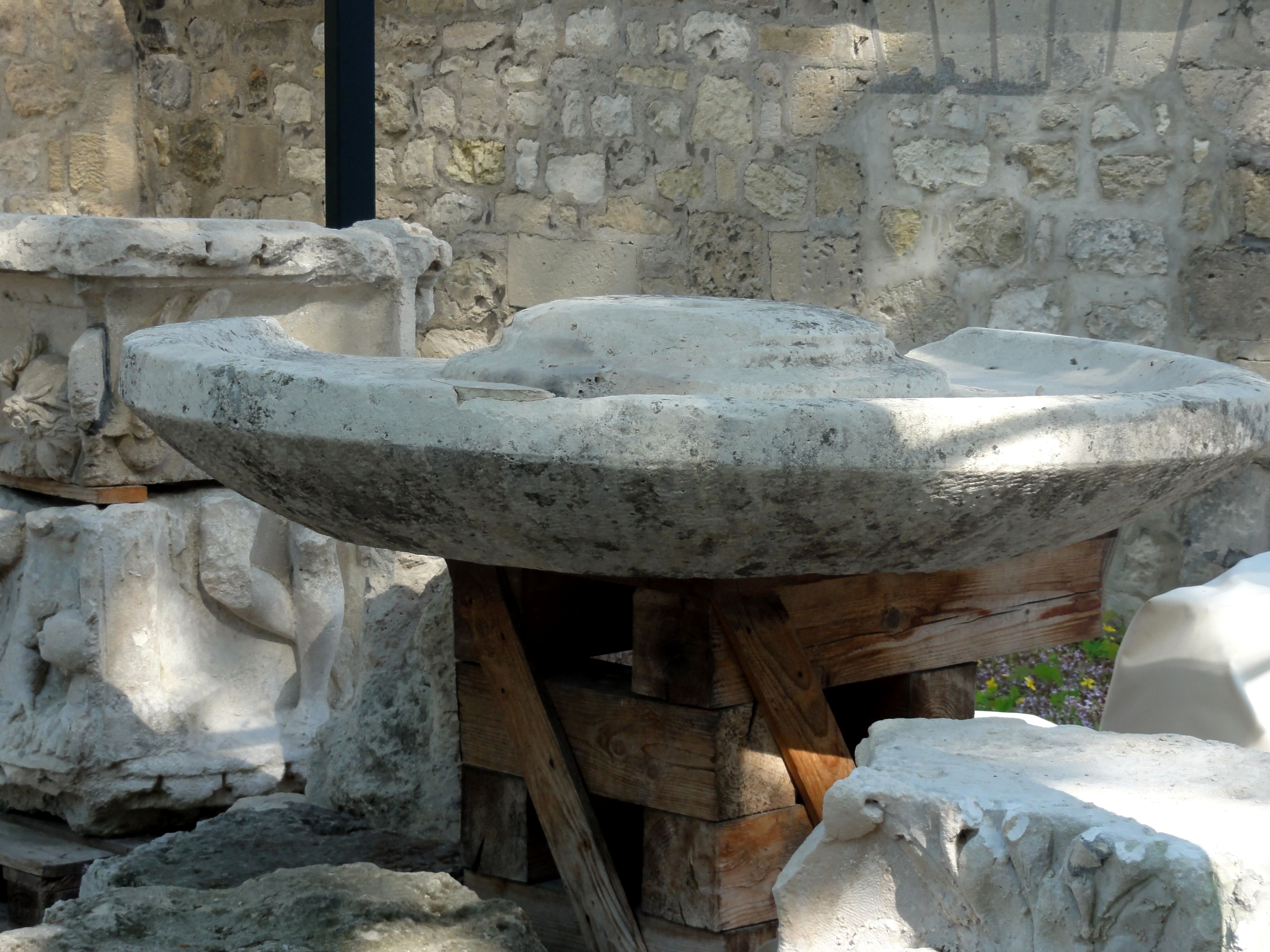
Vasca delle terme.
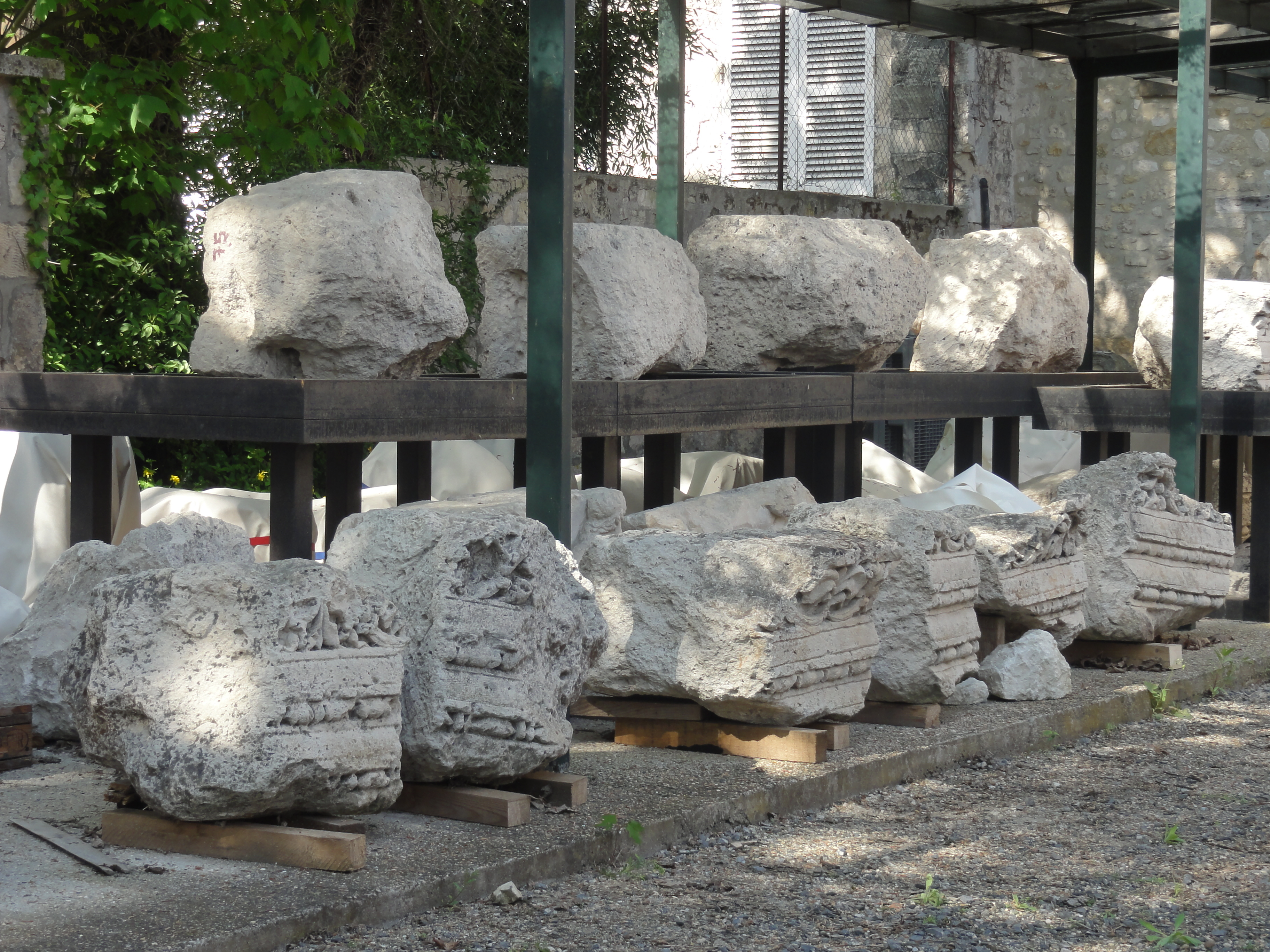
Frammento di un fregio.